# Международная космическая станция
Междунаро́дная косми́ческая ста́нция, сокр. МКС (англ. International Space Station, сокр. ISS) — пилотируемая орбитальная станция, используемая как многоцелевой космический исследовательский комплекс; эксплуатируется с конца 1998 года по настоящее время (странами согласована эксплуатация  до 2028 или 2030 года).
МКС — совместный международный проект, в котором участвуют 14 стран: Россия, США, Япония, Канада и входящие в Европейское космическое агентство Бельгия, Германия, Дания, Испания, Италия, Нидерланды, Норвегия, Франция, Швейцария, Швеция (первоначально в составе участников были Бразилия и Великобритания).
МКС внесена в Книгу рекордов Гиннесса как самый дорогой объект, построенный человеком. Общая стоимость создания станции составляет более 150 миллиардов долларов.
Управление МКС осуществляется: российским сегментом — из Центра управления полётами в Королёве, американским сегментом — из Космического центра имени Линдона Джонсона в Хьюстоне. Управление лабораторных модулей — европейского «Коламбус» и японского «Кибо» — контролируют Центры управления Европейского космического агентства (Оберпфаффенхофен, Германия) и Японского агентства аэрокосмических исследований (Цукуба). Между Центрами идёт постоянный обмен информацией.

## Текущий экипаж
на 2 августа 2025 года на МКС находятся:
- космонавты Сергей Рыжиков, Алексей Зубрицкий, Кирилл Песков и Олег Платонов.
- астронавты NASA Энн Макклейн, Николь Айерс, Джонатан Ким, Зена Кардман и Эдвард Финк.
- астронавты JAXA Такуя Ониши и Кимия Юи.

Командир станции с 18 апреля 2025 года — Такуя Ониши.

## История создания
В 1984 году Президент США Рональд Рейган объявил о начале работ по созданию международной орбитальной станции; в 1988 году проектировавшаяся станция была названа «Freedom» («Свобода»). В то время это был совместный проект США, ЕКА, Канады и Японии. Планировалась крупногабаритная управляемая станция, модули которой будут доставляться по очереди на орбиту кораблями «Спейс шаттл» с 1981 года. Но к началу 1990-х годов выяснилось, что США и страны запада не имеют технологий и не могут воплотить в жизнь проект без России, и было принято решение создать станцию совместно с Россией. Был предложен проект корабля-спасателя для экипажа, разработанного на базе Союза-ТМ.
Россия, унаследовавшая от СССР опыт создания и выведения на орбиту орбитальных станций «Салют» (1971—1991), а также станции «Мир» (1986—2001), планировала в начале 1990-х создание станции «Мир-2», но в связи с экономическими трудностями проект был приостановлен.
17 июня 1992 года Россия и США заключили соглашение о сотрудничестве в исследовании космоса. В соответствии с ним Российское космическое агентство (РКА) и НАСА разработали совместную программу «Мир — Шаттл». Эта программа предусматривала полёты американских многоразовых кораблей «Спейс шаттл» к российской космической станции «Мир», включение российских космонавтов в экипажи американских шаттлов и американских астронавтов — в экипажи кораблей «Союз» и станции «Мир».
В ходе реализации программы «Мир — Шаттл» родилась идея объединения национальных программ создания орбитальных станций.
В марте 1993 года генеральный директор РКА Юрий Коптев и генеральный конструктор НПО «Энергия» Юрий Семёнов предложили руководителю НАСА Дэниелу Голдину создать Международную космическую станцию.
При этом в 1993 году в США многие политики были против строительства космической орбитальной станции — в июне 1993 в Конгрессе США обсуждалось предложение об отказе от создания Международной космической станции; это предложение не было принято с перевесом только в один голос: 215 голосов за отказ, 216 голосов за строительство станции.
Рассматривались варианты сооружения станциям по вариантам A, B, C. Был выбран вариант A (Альфа)
2 сентября 1993 года вице-президент США Альберт Гор и председатель Совета министров России Виктор Черномырдин объявили о новом проекте «подлинно международной космической станции». С этого момента официальным названием станции стало «Международная космическая станция», хотя параллельно использовалось и неофициальное — космическая станция «Альфа».
1 ноября 1993 РКА и НАСА подписали «Детальный план работ по Международной космической станции».

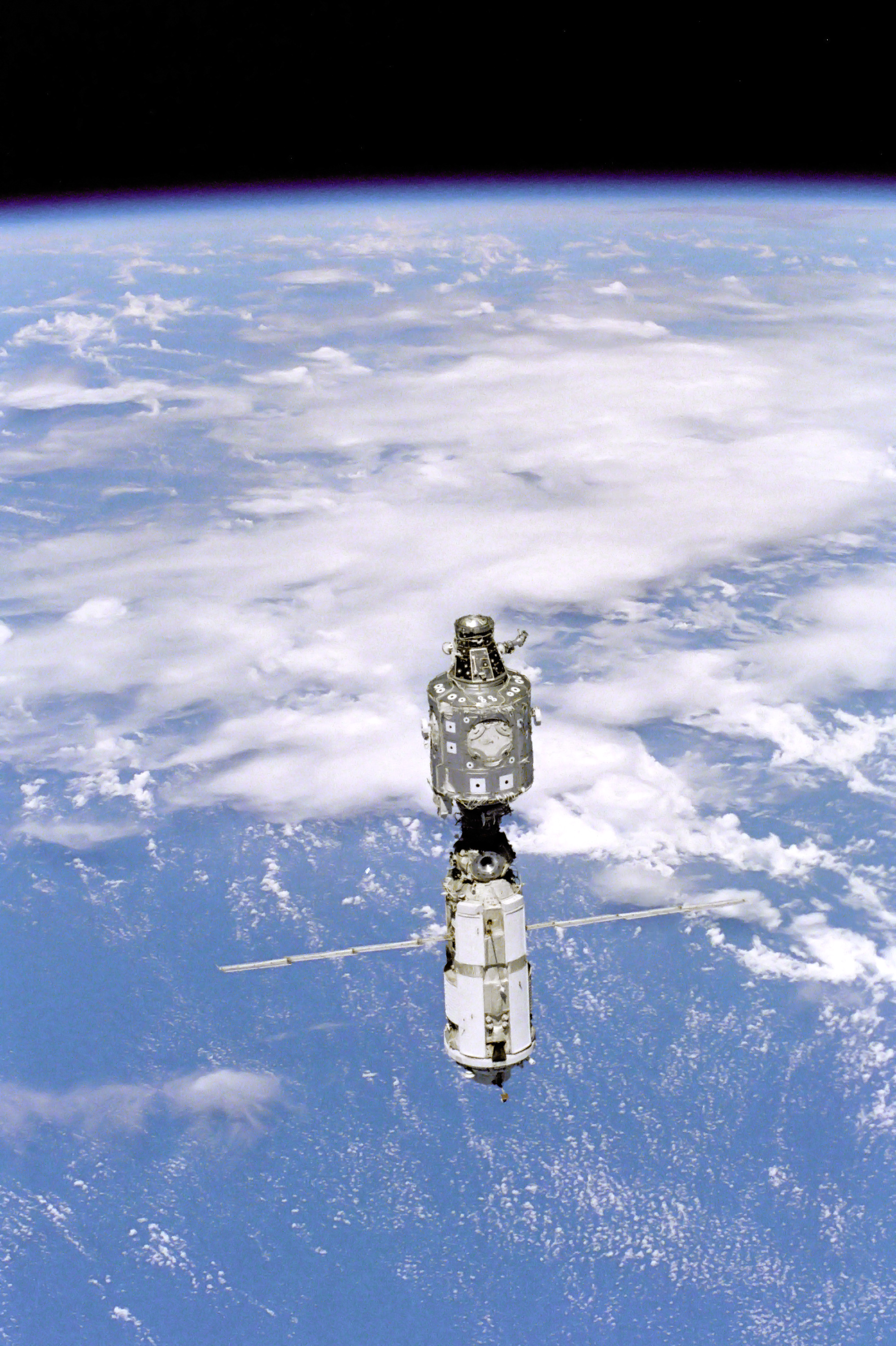
МКС, июль 1999 года. Вверху модуль «Юнити», внизу, с развёрнутыми панелями солнечных батарей — «Заря»

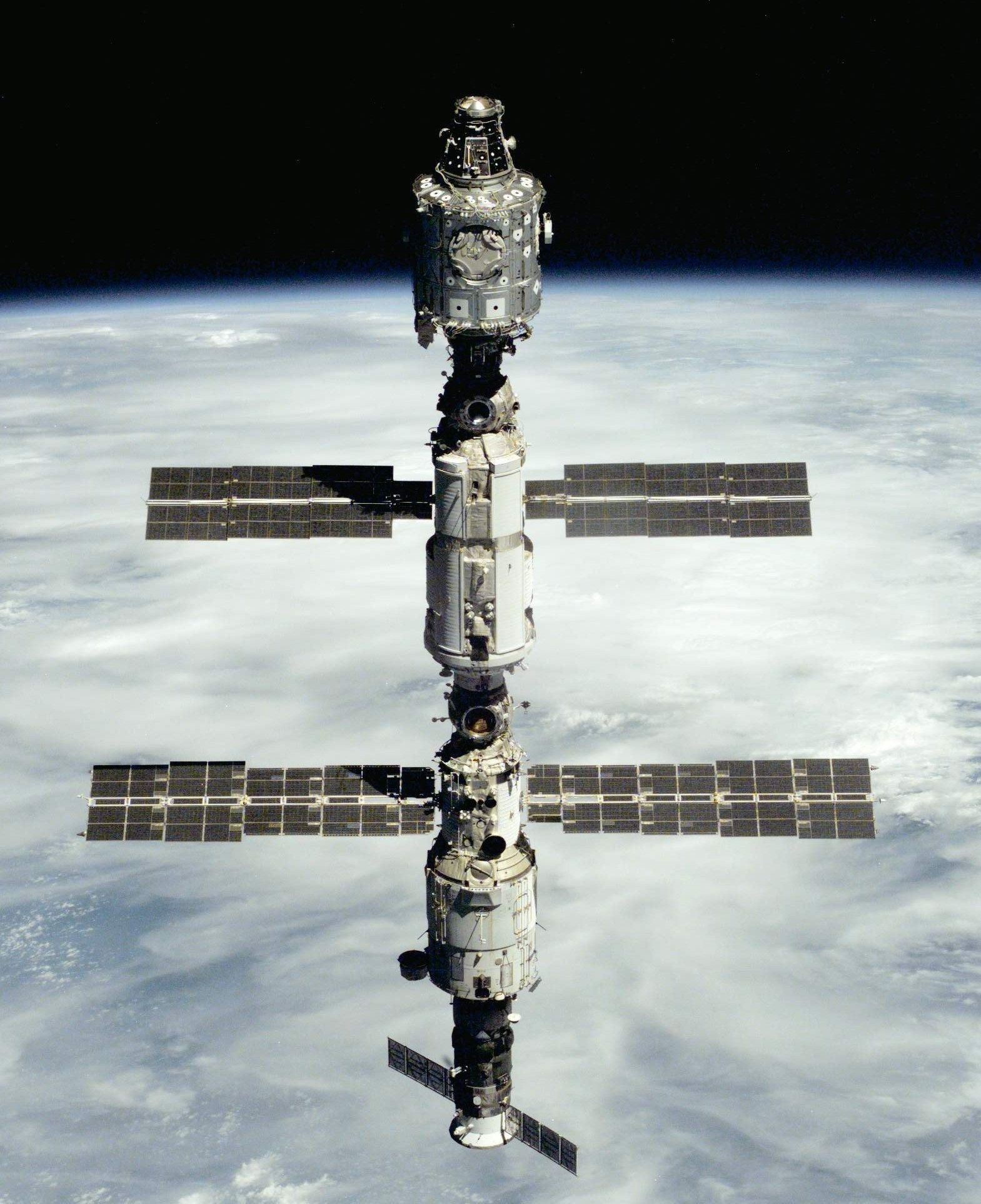
МКС, июль 2000 года. Пристыкованные модули сверху вниз: «Юнити», «Заря», «Звезда» и корабль «Прогресс»

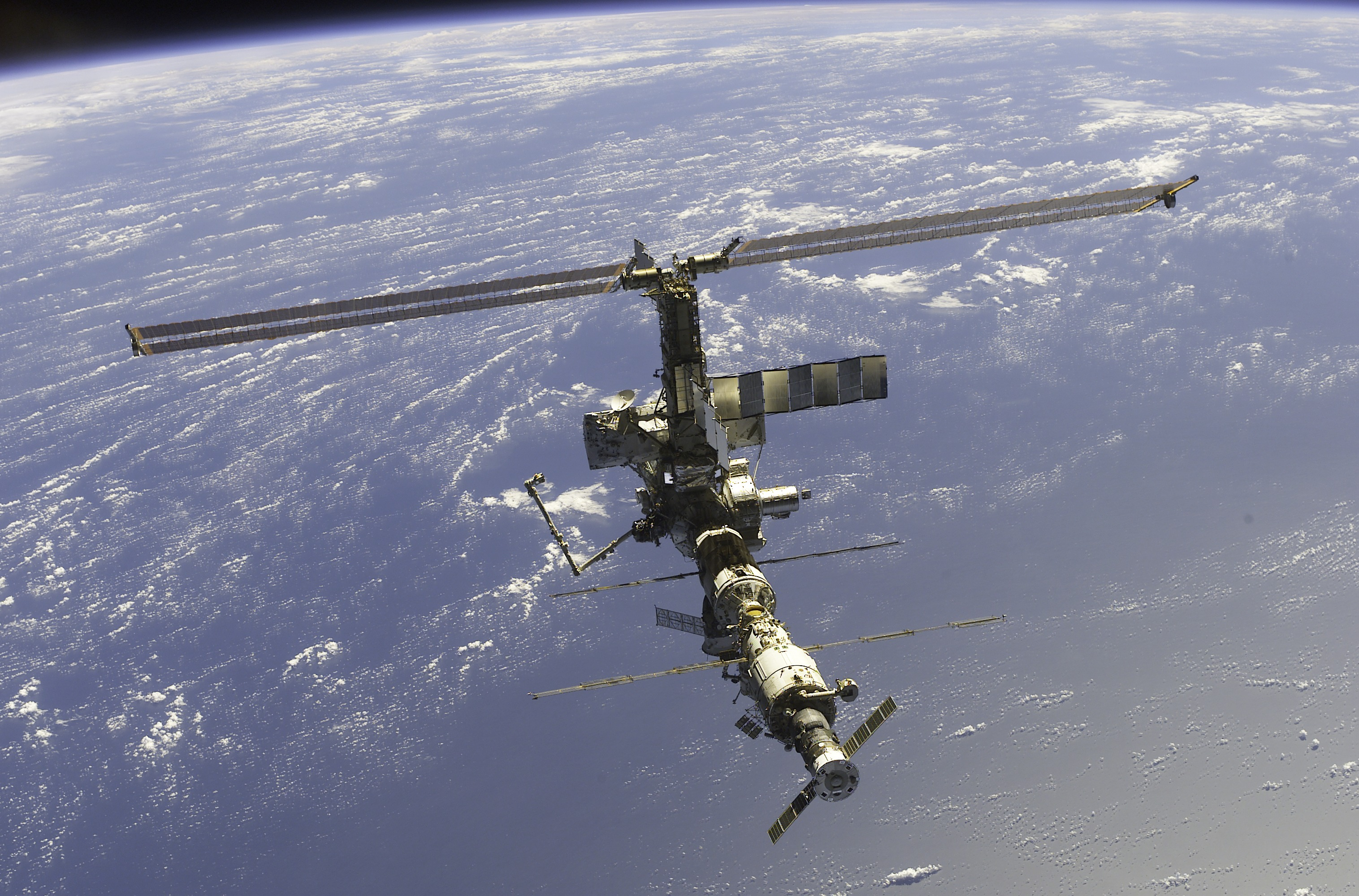
МКС, апрель 2002 года

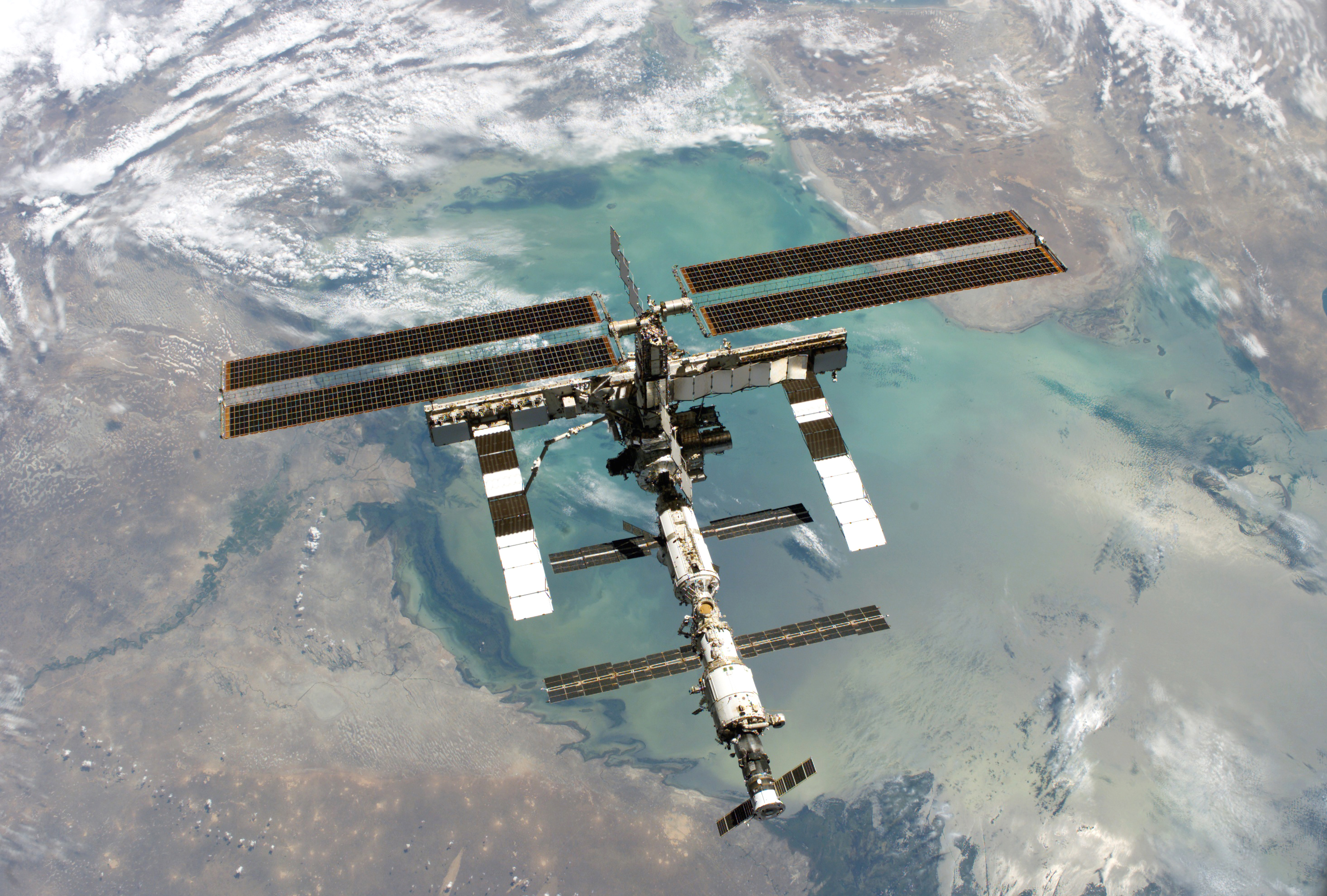
МКС, август 2005 года

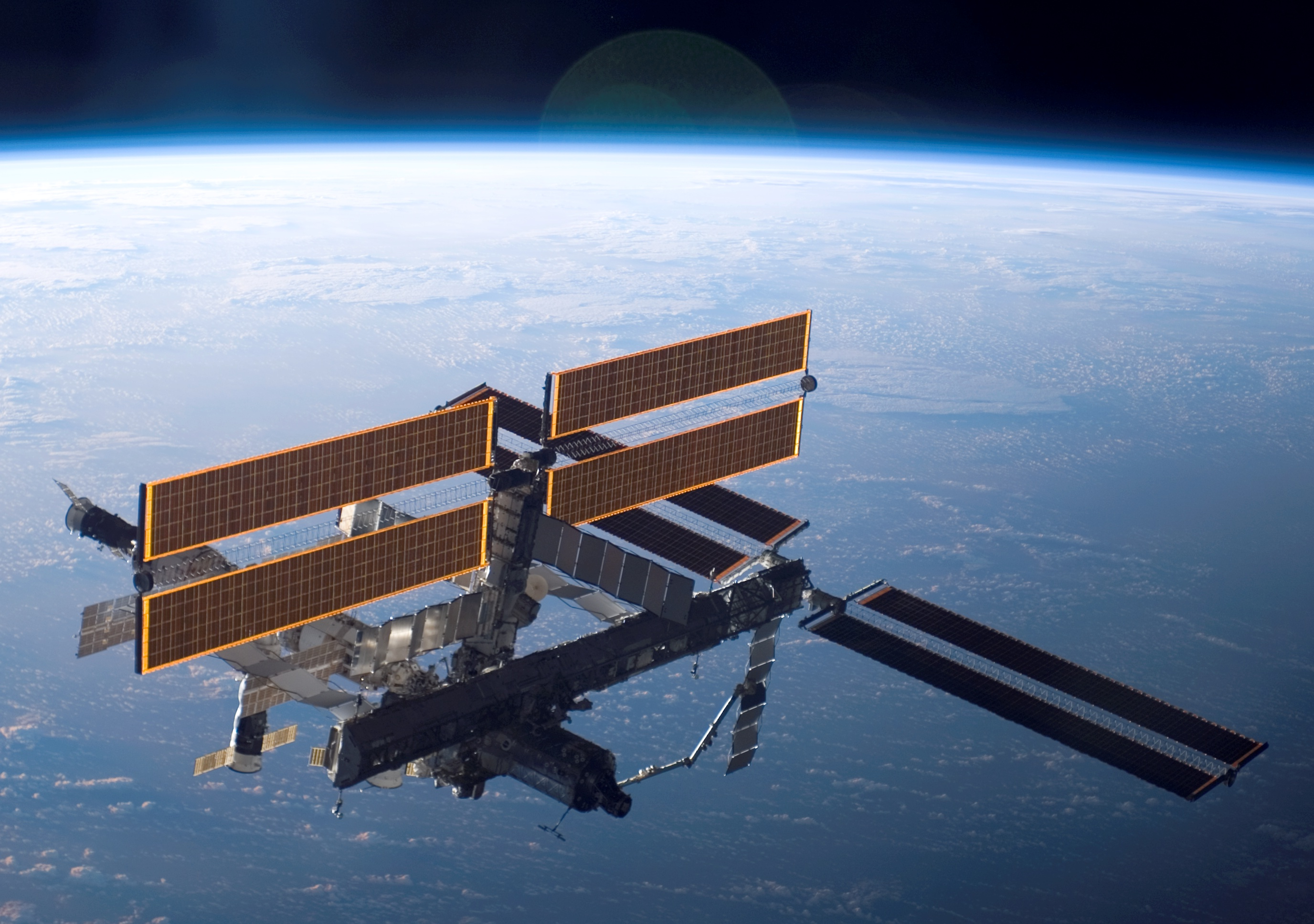
МКС, сентябрь 2006 года

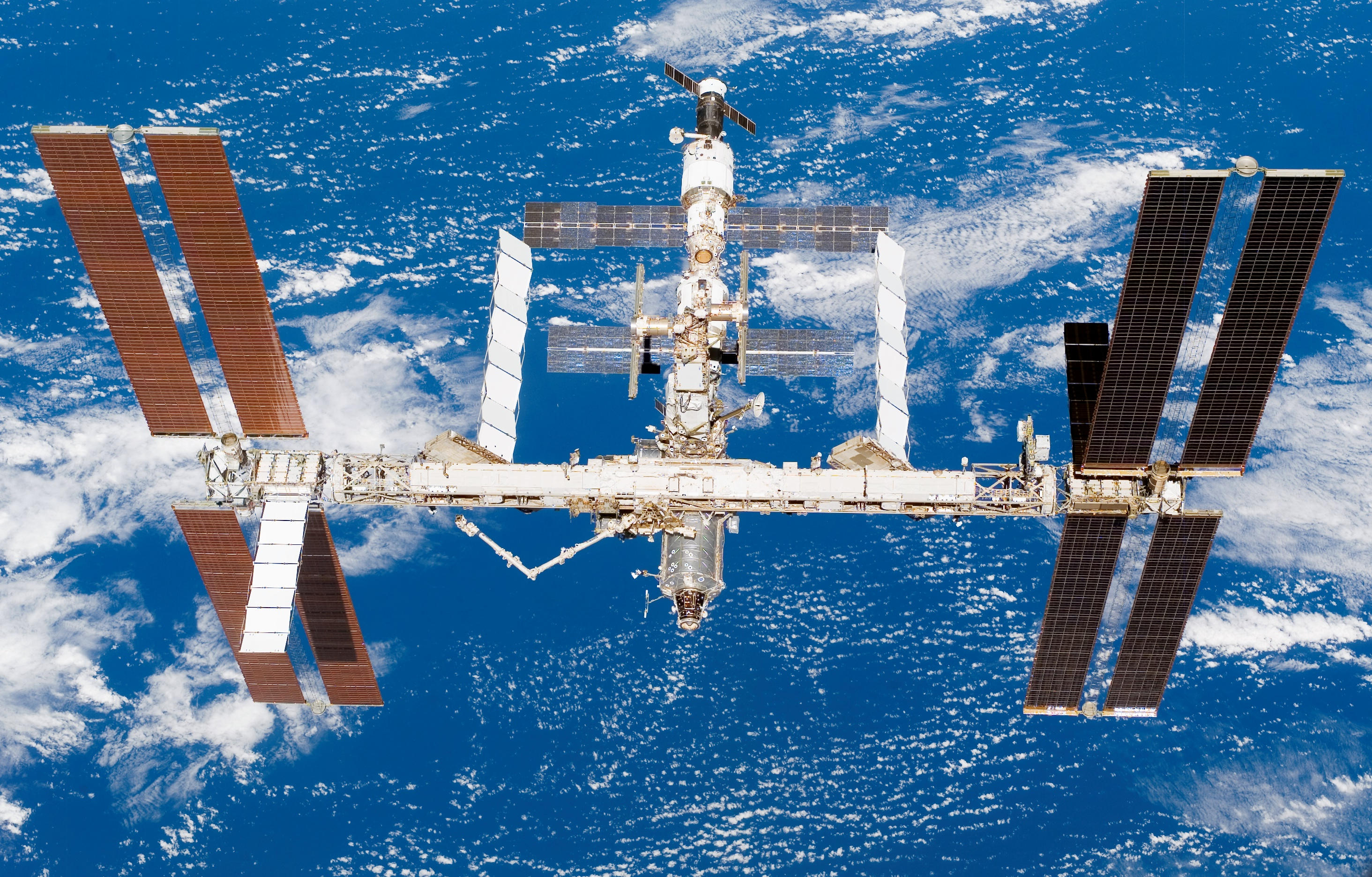
МКС, август 2007 года

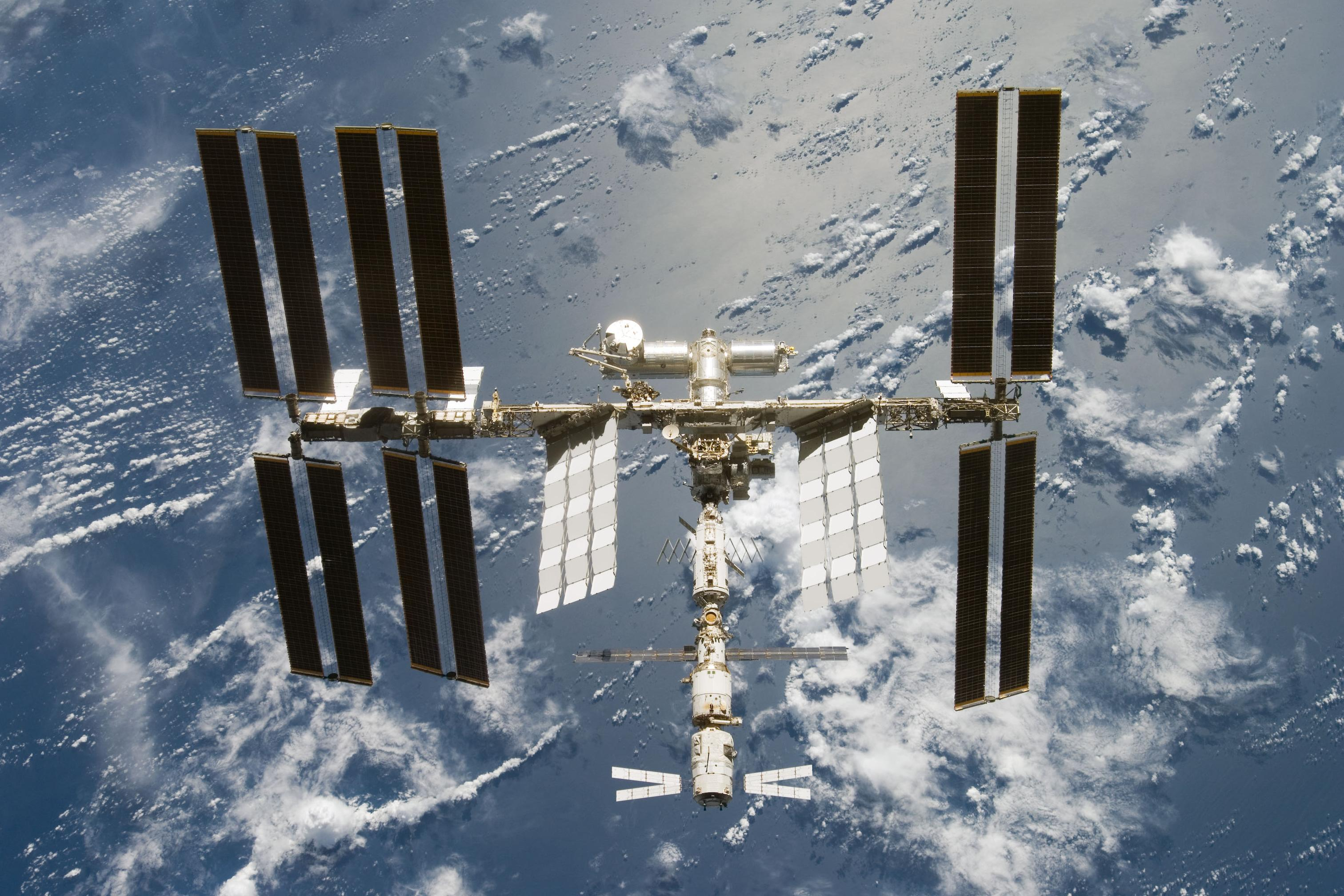
МКС, июнь 2008 года

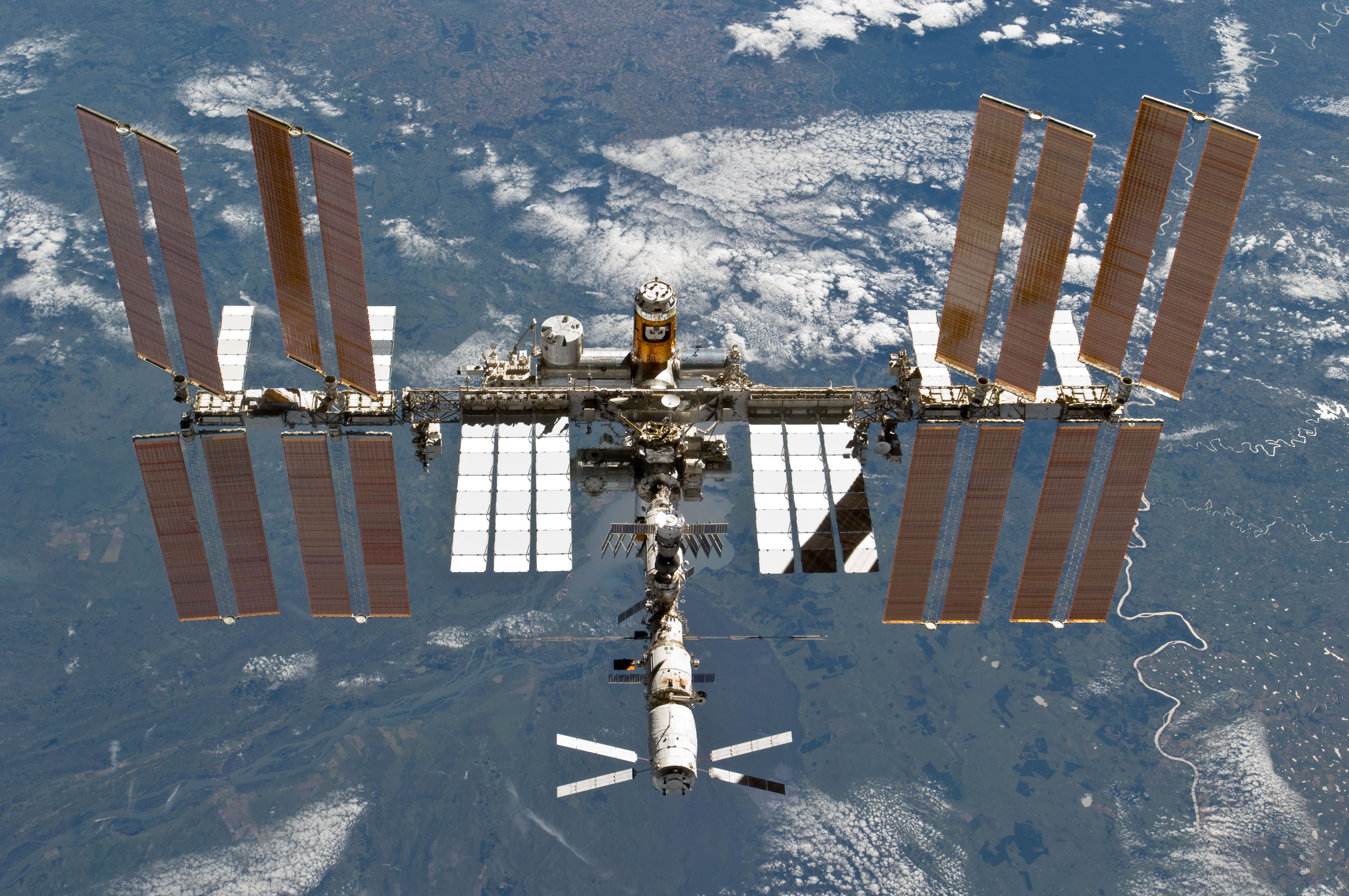
МКС, март 2011 года

23 июня 1994 года Ю. Коптев и Д. Голдин подписали в Вашингтоне «Временное соглашение по проведению работ, ведущих к российскому партнёрству в Постоянной пилотируемой гражданской космической станции», в рамках которого Россия официально подключилась к работам над МКС.
В ноябре 1994 в Москве состоялись первые консультации российского и американского космических агентств; были заключены контракты с фирмами — участницами проекта — «Боинг» и РКК «Энергия».
В марте 1995 года в Космическом центре им. Л. Джонсона в Хьюстоне был утверждён эскизный проект станции.
В 1996 году была утверждена конфигурация станции, состоящая из двух сегментов — российского (модернизированный вариант «Мир-2») и американского (с участием Канады, Японии, Италии, стран — членов Европейского космического агентства и Бразилии).

### Последовательность сборки МКС
20 ноября 1998 года был выведен на орбиту первый элемент МКС — функционально-грузовой блок «Заря», который был построен в России по заказу и за деньги НАСА. Запуск был произведён при помощи Российской ракеты «Протон-К» (ФГБ). Модуль входит в состав Российского сегмента МКС, в то же время является собственностью НАСА.
7 декабря 1998 года шаттл «Индевор» пристыковал к модулю «Заря» американский модуль «Юнити».
10 декабря 1998 года был открыт люк в модуль «Юнити», и Роберт Кабана и Сергей Крикалёв, как представители США и России, вошли внутрь станции.
26 июля 2000 года к функционально-грузовому блоку «Заря» был пристыкован служебный модуль (СМ) «Звезда».
2 ноября 2000 года транспортный пилотируемый корабль (ТПК) «Союз ТМ-31» доставил на борт МКС экипаж первой основной экспедиции.
7 февраля 2001 года экипажем шаттла «Атлантис» в ходе миссии STS-98 к модулю «Юнити» присоединён американский научный модуль «Дестини».
18 апреля 2005 года глава НАСА Майкл Гриффин на слушаниях сенатской комиссии по космосу и науке заявил о необходимости временного сокращения научных исследований на американском сегменте станции. Это требовалось для высвобождения средств на форсированную разработку и постройку нового пилотируемого корабля (CEV). Новый пилотируемый корабль был необходим для обеспечения независимого доступа США к станции, поскольку после катастрофы «Колумбии» 1 февраля 2003 года США временно не имели такого доступа к станции до июля 2005 года, когда возобновились полёты шаттлов. После катастрофы «Колумбии» количество членов долговременных экипажей МКС было сокращено с трёх до двух. Это было связано с тем, что снабжение станции материалами, необходимыми для жизнедеятельности экипажа, осуществлялось только российскими грузовыми кораблями «Прогресс» и его грузоподъёмности было недостаточно для полноценного снабжения астронавтов.
26 июля 2005 года полёты шаттлов возобновились успешным стартом шаттла «Дискавери». До планируемого конца эксплуатации шаттлов (2010 год) предусматривалось совершить 17 полётов. В ходе этих полётов на МКС было доставлено оборудование и модули, необходимые как для достройки станции, так и для модернизации части оборудования, в частности — канадского манипулятора.
Второй полёт шаттла после катастрофы «Колумбии» (Шаттл «Дискавери» STS-121) состоялся в июле 2006 года. На этом шаттле на МКС прибыл немецкий космонавт Томас Райтер, который присоединился к экипажу долговременной экспедиции МКС-13. Таким образом, в долговременной экспедиции на МКС после трёхлетнего перерыва вновь стали работать три космонавта.
Стартовавший 9 сентября 2006 года челнок «Атлантис» доставил на МКС два сегмента ферменных конструкций МКС, две панели солнечных батарей, а также радиаторы системы терморегулирования американского сегмента.
23 октября 2007 года на борту шаттла «Дискавери» прибыл американский модуль «Гармония», его временно пристыковали к модулю «Юнити». После перестыковки 14 ноября 2007 года модуль «Гармония» был на постоянной основе соединён с модулем «Дестини». Построение основного американского сегмента МКС завершилось.
В 2008 году станция увеличилась на две лаборатории: 11 февраля был пристыкован модуль «Коламбус», созданный по заказу Европейского космического агентства, а 14 марта и 4 июня были пристыкованы два из трёх основных отсеков лабораторного модуля «Кибо», разработанного Японским агентством аэрокосмических исследований — герметичная секция «Экспериментального грузового отсека» (ELM PS) и герметичный отсек (PM).
В 2008—2009 гг. начата эксплуатация новых транспортных кораблей: «ATV» (Европейское космическое агентство, первый запуск состоялся 9 марта 2008 года, полезный груз — 7,7 тонны, один полёт в год) и «H-II Transport Vehicle» (Японское агентство аэрокосмических исследований; первый запуск состоялся 10 сентября 2009 года, полезный груз — 6 тонн, один полёт в год).
С 29 мая 2009 года начал работу долговременный экипаж МКС-20 численностью шесть человек, доставленный в два приёма: первые три человека прибыли на «Союз ТМА-14», затем к ним присоединился экипаж «Союз ТМА-15». В немалой степени увеличение экипажа произошло благодаря тому, что увеличились возможности доставки грузов на станцию.
12 ноября 2009 года к станции пристыкован малый исследовательский модуль МИМ-2, разработанный на базе стыковочного узла «Пирс» и незадолго до запуска получивший название «Поиск». Это был четвёртый модуль российского сегмента станции. Возможности модуля позволяют производить на нём некоторые научные эксперименты, а также одновременно выполнять функцию причала для российских кораблей.
18 мая 2010 года к МКС был успешно пристыкован российский малый исследовательский модуль «Рассвет» (МИМ-1). Операция по пристыковке «Рассвета» к российскому функционально-грузовому блоку «Заря» была осуществлена манипулятором американского космического челнока «Атлантис», а затем манипулятором МКС.
16 апреля 2016 года к МКС (к модулю «Транквилити») был пристыкован модуль BEAM, разработанный частной космической компанией Bigelow Aerospace, — первый модуль МКС, разработанный частной фирмой. Модуль используется для проведения экспериментов по измерению уровня радиации и воздействия микрочастиц.
26 июля 2021 года в 10:56 UTC от МКС был отстыкован модуль «Пирс».
29 июля 2021 года в 16:30 по московскому времени «Роскосмос» успешно произвёл стыковку многоцелевого лабораторного модуля (МЛМ) «Наука» с российским сегментом МКС. После стыковки двигатели модуля «Наука» незапланированно включились, что привело к вращению МКС в трёх плоскостях и приостановке большинства наблюдений за космосом из-за смены ориентации МКС. 30 июля 2021 года ориентация МКС восстановлена.
В 2023 году установлены дополнительные солнечные панели.
См. также информацию из других источников.

### Эксплуатация
В феврале 2010 года Многосторонний совет по управлению Международной космической станцией подтвердил, что не существует никаких известных на этом этапе технических ограничений на продолжение эксплуатации МКС после 2015 года, а администрация США предусмотрела дальнейшее использование МКС по меньшей мере до 2020 года. НАСА и Роскосмос рассматривали продление этого срока по меньшей мере до 2024 года, с возможным продлением до 2027 года.
В мае 2014 года вице-премьер России Дмитрий Рогозин заявил, что Россия не намерена продлевать эксплуатацию Международной космической станции после 2020 года. В 2015 году Роскосмос и НАСА договорились о продлении сроков эксплуатации Международной космической станции до 2024 года. Ведутся переговоры о продлении срока службы до 2028 или 2030 года.
В 2011 году были завершены полёты многоразовых кораблей типа «Space Shuttle».
22 мая 2012 года с космодрома на мысе Канаверал запущена ракета-носитель «Falcon 9» с частным космическим грузовым кораблём «Dragon», который состыковался с МКС 25 мая. Это был первый в истории испытательный полёт к Международной космической станции частного космического корабля.
18 сентября 2013 года впервые сблизился с МКС и был пристыкован частный автоматический грузовой космический корабль снабжения «Сигнус».
16 мая 2016 года с 7:35 до 9:10 мск Международная космическая станция (МКС) совершила свой 100-тысячный виток вокруг Земли.
19 августа 2016 года на американском сегменте МКС поверх гермоадаптера-2 был пристыкован новый международный стыковочный адаптер IDA-2, предназначенный для стыковки пилотируемых кораблей, запускаемых по программе НАСА.
Летом 2017 года на станцию доставлен и установлен на транспортно-складской палете-2 прибор «Найсер», предназначенный для наблюдения пульсаров.
13 апреля 2018 года астронавты, находящиеся на борту Международной космической станции, произвели процедуру установки 314-килограммового набора инструментов Space Storm Hunter, предназначенного для изучения земных гроз и штормов.
3 марта 2019 года к МКС в тестовом режиме пристыковался частный космический корабль Crew Dragon от компании SpaceX.
31 мая 2020 года в 17:17 мск к МКС прибыл Crew Dragon уже с двумя астронавтами на борту. Это был первый запуск пилотируемого американского космического корабля за девять лет.

Центры контроля МКС

### Проблемы с герметичностью и ЧП
В сентябре 2019 года на МКС была обнаружена утечка воздуха выше нормы. Последовательная герметизация отсеков станции — как российского, так и американского сегментов — позволила установить, что кислород утекает из промежуточной камеры российского модуля «Звезда».
11 марта 2021 года российские космонавты заделали в модуле «Звезда» две трещины герметиком, но это не помогло — в изолированной переходной камере давление снизилось за 11,5 часа на 52 мм — до 678 мм ртутного столба, тогда как на станции давление составляет 730 мм ртутного столба.
21 апреля 2021 года руководитель полёта российского сегмента Международной космической станции Владимир Соловьёв сообщил СМИ, что до 80 % оборудования служебных и бортовых систем российского сегмента полностью выработали свой ресурс.
Незадолго до 12 мая 2021 года в передвижную обслуживающую систему «Канадарм2» попал небольшой осколок орбитального мусора, повредивший её тепловые одеяла и одну из стрел. На её работу, по-видимому, это не повлияло.
18 июля 2021 года представитель консультативного совета НАСА по аэрокосмической безопасности Дэвид Уэст сообщил, что в российском модуле «Звезда» определили несколько возможных мест утечки воздуха. Три из них были заделаны накладками или герметиком, но это не снизило темп утечки кислорода с МКС.
14 июля 2021 года давление в промежуточной камере модуля «Звезда» составило 473 мм ртутного столба, 20 июля — 273 мм, 25 июля — 200 мм, 28 июля (накануне стыковки с модулем «Наука») — 167 мм, а 29 июля — 160 мм.
29 июля 2021 года многофункциональный лабораторный модуль «Наука» был пристыкован в автоматическом режиме к надирному стыковочному узлу служебного модуля «Звезда» на место модуля «Пирс», который был отстыкован и затоплен. Спустя несколько часов после стыковки самопроизвольно запустились двигатели ориентации модуля «Наука», что привело к развороту МКС на 45 ° и к потере связи с Центром управления полётами дважды, на 4 и на 7 минут. После выработки топлива двигатели «Науки» отключились. Международная космическая станция не получила повреждений из-за ЧП.
31 июля 2021 года экипаж Международной космической станции заявил о падении давления в промежуточной камере модуля «Звезда» до 154 мм ртутного столба, весной оно было на уровне 405 мм ртутного столба.

### Планируемые события
На российском модуле МКС установят научный комплекс «Мониторинг всего неба» для создания уточнённой карты всего звёздного неба. Комплекс будет составлять карту расположения всех объектов на небесной сфере в течение трёх лет.
Россия выйдет из проекта Международной космической станции (МКС) в 2025 году и сосредоточит усилия на работе над своей национальной космической станцией.
В 2024 году американская компания Axiom Space планирует пристыковать к модулю «Гармония» первый коммерческий модуль, а к нему — два других, и использовать их для космического туризма (рассматриваются и варианты с бо́льшим числом модулей). После закрытия проекта МКС сегмент «Аксиом» планируется дооснастить независимой СЖО, отстыковать, и использовать как коммерческую орбитальную станцию.
26 июля 2022 года Россия объявила о своём выходе из проекта Международной космической станции после 2024 года. Новый глава «Роскосмоса» Юрий Борисов объявил об этом решении на встрече с президентом России Владимиром Путиным, заявив, что вместо этого компания сосредоточится на строительстве собственной орбитальной станции. Глава ведомства указал на стареющее оборудование и растущие риски для безопасности страны.
Вывод из эксплуатации
В случае принятия решения об окончании эксплуатации станции планируется сведение её с орбиты. В данное время согласовано финансирование и эксплуатация МКС по 2024 год включительно, рассматривается дальнейший цикл продления до 2028 (2030) года. В конце 2021 года американская сторона продлила срок эксплуатации станции до 2030 года.
Станцию, как и другие космические объекты, должны затопить в Тихом океане, выбрав для этого несудоходный район. По предварительным оценкам, несгоревшими останутся около 120 тонн обломков при общей массе космической станции более 400 тонн. Траектория снижения МКС с высоты 400 км состоит из нескольких этапов. Когда она достигнет 270-километровой орбиты, время снижения до поверхности Земли займёт примерно месяц. Разделение станции порционно на высотах в 110, 105 и 75 километров позволит расширить зону падения обломков до 6 тысяч километров. Какие установки будут задействованы для ликвидации МКС, пока не определено, рассматриваются варианты с двигателями модуля «Звезда» либо комбинацией нескольких «Прогрессов».
Рассматривались предложения отделения в 2024 году от МКС российского сегмента из трёх модулей («лабораторный модуль», узловой модуль, «научно-энергетический модуль») и создание на их базе национальной космической станции.

## Устройство станции

### Модули и составляющие части
В основу устройства станции заложен модульный принцип. Сборка МКС происходит путём последовательного добавления к комплексу очередного модуля или блока, который соединяется с уже доставленным на орбиту.
На декабрь 2021 года в состав МКС входит 15 основных модулей (российские — «Заря», «Звезда», «Поиск», «Рассвет», «Наука», «Причал»; американские — «Юнити», «Дестини», «Квест», «Гармония», «Транквилити», «Купола», «Леонардо»; европейский «Коламбус»; японский «Кибо», состоящий из двух частей), а также экспериментальный модуль «BEAM» и шлюзовой модуль «Бишоп» для запуска малых спутников и выброса мусора.
 Видеохронология установки модулей МКС (русские субтитры)
На схеме изображены все основные и второстепенные модули, которые являются частью станции (закрашенные) или планируются для доставки (незакрашенные):
|  |  |                   |                   |                   |                   |                   |                   |                        |                        |                                     |                                     |                                     |                                     |                                     |                                     |                                |                                |                                |                                |                                 |                                 |                                 |                                 |                                 |                                 |                                       |                                       |                                       |                                       |                                       |                                       |                               |                               |                                                 |                                                 |                                                 |                                                 |                                                 |                                                 |                                 |                                 |                             |                             |                             |                             |                   |                   |                   |                   |                   |                   |                  |                  |                   |                   |                   |                   |                   |                   |  |  |  |  |  |  |
|  |  |                   |                   |                   |                   |                   |                   |                        |                        |                                     |                                     |                                     |                                     |                                     |                                     |                                |                                |                                |                                |                                 |                                 |                                 |                                 |                                 |                                 |                                       |                                       |                                       |                                       |                                       |                                       |                               |                               |                                                 |                                                 |                                                 |                                                 |                                                 |                                                 |                                 |                                 |                             |                             |                             |                             |                   |                   |                   |                   |                   |                   |                  |                  |                   |                   |                   |                   |                   |                   |  |  |  |  |  |  |
|  |  |                   |                   |                   |                   |                   |                   |                        |                        |                                     |                                     |                                     |                                     |                                     |                                     |                                |                                |                                |                                |                                 |                                 | Стыковочный узел ССВП           |                                 |                                 |                                 |                                       |                                       |                                       |                                       |                                       |                                       |                               |                               |                                                 |                                                 |                                                 |                                                 |                                                 |                                                 |                                 |                                 |                             |                             |                             |                             |                   |                   |                   |                   |                   |                   |                  |                  |                   |                   |                   |                   |                   |                   |  |  |  |  |  |  |
|  |  |                   |                   |                   |                   |                   |                   |                        |                        |                                     |                                     |                                     |                                     | Солнечная батарея                   | Солнечная батарея                   | Солнечная батарея              | Солнечная батарея              | Солнечная батарея              | Солнечная батарея              |                                 |                                 | Звезда (служебный модуль)       | Звезда (служебный модуль)       | Звезда (служебный модуль)       | Звезда (служебный модуль)       | Звезда (служебный модуль)             | Звезда (служебный модуль)             |                                       |                                       | Солнечная батарея                     | Солнечная батарея                     | Солнечная батарея             | Солнечная батарея             | Солнечная батарея                               | Солнечная батарея                               |                                                 |                                                 |                                                 |                                                 |                                 |                                 |                             |                             |                             |                             |                   |                   |                   |                   |                   |                   |                  |                  |                   |                   |                   |                   |                   |                   |  |  |  |  |  |  |
|  |  |                   |                   |                   |                   |                   |                   |                        |                        |                                     |                                     |                                     |                                     | Солнечная батарея                   | Солнечная батарея                   | Солнечная батарея              | Солнечная батарея              | Солнечная батарея              | Солнечная батарея              |                                 |                                 | Звезда (служебный модуль)       | Звезда (служебный модуль)       | Звезда (служебный модуль)       | Звезда (служебный модуль)       | Звезда (служебный модуль)             | Звезда (служебный модуль)             |                                       |                                       | Солнечная батарея                     | Солнечная батарея                     | Солнечная батарея             | Солнечная батарея             | Солнечная батарея                               | Солнечная батарея                               |                                                 |                                                 |                                                 |                                                 |                                 |                                 |                             |                             |                             |                             |                   |                   |                   |                   |                   |                   |                  |                  |                   |                   |                   |                   |                   |                   |  |  |  |  |  |  |
|  |  |                   |                   |                   |                   |                   |                   |                        |                        |                                     |                                     |                                     |                                     |                                     |                                     |                                |                                |                                |                                |                                 |                                 |                                 |                                 |                                 |                                 |                                       |                                       |                                       |                                       |                                       |                                       |                               |                               |                                                 |                                                 |                                                 |                                                 |                                                 |                                                 |                                 |                                 |                             |                             |                             |                             |                   |                   |                   |                   |                   |                   |                  |                  |                   |                   |                   |                   |                   |                   |  |  |  |  |  |  |
|  |  |                   |                   |                   |                   |                   |                   |                        |                        |                                     |                                     |                                     |                                     |                                     |                                     |                                |                                |                                |                                |                                 |                                 |                                 |                                 |                                 |                                 |                                       |                                       |                                       |                                       |                                       |                                       |                               |                               |                                                 |                                                 |                                                 |                                                 |                                                 |                                                 |                                 |                                 |                             |                             |                             |                             |                   |                   |                   |                   |                   |                   |                  |                  |                   |                   |                   |                   |                   |                   |  |  |  |  |  |  |
|  |  |                   |                   |                   |                   |                   |                   |                        |                        |                                     |                                     | Стыковочный узел ССВП               | Стыковочный узел ССВП               | Стыковочный узел ССВП               | Стыковочный узел ССВП               | Стыковочный узел ССВП          | Стыковочный узел ССВП          | Поиск (МИМ-2)                  | Поиск (МИМ-2)                  | Поиск (МИМ-2)                   | Поиск (МИМ-2)                   | Поиск (МИМ-2)                   | Поиск (МИМ-2)                   |                                 |                                 |                                       |                                       | ERA (манипулятор)                     | ERA (манипулятор)                     | ERA (манипулятор)                     | ERA (манипулятор)                     | ERA (манипулятор)             | ERA (манипулятор)             | Шлюзовая камера (для гермоадаптера МЛМ «Наука») | Шлюзовая камера (для гермоадаптера МЛМ «Наука») | Шлюзовая камера (для гермоадаптера МЛМ «Наука») | Шлюзовая камера (для гермоадаптера МЛМ «Наука») | Шлюзовая камера (для гермоадаптера МЛМ «Наука») | Шлюзовая камера (для гермоадаптера МЛМ «Наука») |                                 |                                 |                             |                             |                             |                             |                   |                   |                   |                   |                   |                   |                  |                  |                   |                   |                   |                   |                   |                   |  |  |  |  |  |  |
|  |  |                   |                   |                   |                   |                   |                   |                        |                        |                                     |                                     | Стыковочный узел ССВП               | Стыковочный узел ССВП               | Стыковочный узел ССВП               | Стыковочный узел ССВП               | Стыковочный узел ССВП          | Стыковочный узел ССВП          | Поиск (МИМ-2)                  | Поиск (МИМ-2)                  | Поиск (МИМ-2)                   | Поиск (МИМ-2)                   | Поиск (МИМ-2)                   | Поиск (МИМ-2)                   |                                 |                                 |                                       |                                       | ERA (манипулятор)                     | ERA (манипулятор)                     | ERA (манипулятор)                     | ERA (манипулятор)                     | ERA (манипулятор)             | ERA (манипулятор)             | Шлюзовая камера (для гермоадаптера МЛМ «Наука») | Шлюзовая камера (для гермоадаптера МЛМ «Наука») | Шлюзовая камера (для гермоадаптера МЛМ «Наука») | Шлюзовая камера (для гермоадаптера МЛМ «Наука») | Шлюзовая камера (для гермоадаптера МЛМ «Наука») | Шлюзовая камера (для гермоадаптера МЛМ «Наука») |                                 |                                 |                             |                             |                             |                             |                   |                   |                   |                   |                   |                   |                  |                  |                   |                   |                   |                   |                   |                   |  |  |  |  |  |  |
|  |  |                   |                   |                   |                   |                   |                   |                        |                        |                                     |                                     |                                     |                                     |                                     |                                     |                                |                                |                                |                                |                                 |                                 |                                 |                                 |                                 |                                 |                                       |                                       | Наука (МЛМ-У)                         | Наука (МЛМ-У)                         | Наука (МЛМ-У)                         | Наука (МЛМ-У)                         | Наука (МЛМ-У)                 | Наука (МЛМ-У)                 | Гермоадаптер с иллюминатором                    | Гермоадаптер с иллюминатором                    | Гермоадаптер с иллюминатором                    | Гермоадаптер с иллюминатором                    | Гермоадаптер с иллюминатором                    | Гермоадаптер с иллюминатором                    | УМ Причал (с пятью СУ ССВП)     | УМ Причал (с пятью СУ ССВП)     | УМ Причал (с пятью СУ ССВП) | УМ Причал (с пятью СУ ССВП) | УМ Причал (с пятью СУ ССВП) | УМ Причал (с пятью СУ ССВП) |                   |                   |                   |                   |                   |                   |                  |                  |                   |                   |                   |                   |                   |                   |  |  |  |  |  |  |
|  |  |                   |                   |                   |                   |                   |                   |                        |                        |                                     |                                     |                                     |                                     |                                     |                                     |                                |                                |                                |                                |                                 |                                 |                                 |                                 |                                 |                                 |                                       |                                       | Наука (МЛМ-У)                         | Наука (МЛМ-У)                         | Наука (МЛМ-У)                         | Наука (МЛМ-У)                         | Наука (МЛМ-У)                 | Наука (МЛМ-У)                 | Гермоадаптер с иллюминатором                    | Гермоадаптер с иллюминатором                    | Гермоадаптер с иллюминатором                    | Гермоадаптер с иллюминатором                    | Гермоадаптер с иллюминатором                    | Гермоадаптер с иллюминатором                    | УМ Причал (с пятью СУ ССВП)     | УМ Причал (с пятью СУ ССВП)     | УМ Причал (с пятью СУ ССВП) | УМ Причал (с пятью СУ ССВП) | УМ Причал (с пятью СУ ССВП) | УМ Причал (с пятью СУ ССВП) |                   |                   |                   |                   |                   |                   |                  |                  |                   |                   |                   |                   |                   |                   |  |  |  |  |  |  |
|  |  |                   |                   |                   |                   |                   |                   |                        |                        |                                     |                                     |                                     |                                     |                                     |                                     |                                |                                |                                |                                |                                 |                                 |                                 |                                 |                                 |                                 |                                       |                                       |                                       |                                       |                                       |                                       |                               |                               |                                                 |                                                 |                                                 |                                                 |                                                 |                                                 |                                 |                                 |                             |                             |                             |                             |                   |                   |                   |                   |                   |                   |                  |                  |                   |                   |                   |                   |                   |                   |  |  |  |  |  |  |
|  |  |                   |                   |                   |                   |                   |                   |                        |                        |                                     |                                     |                                     |                                     |                                     |                                     |                                |                                |                                |                                |                                 |                                 |                                 |                                 |                                 |                                 |                                       |                                       |                                       |                                       |                                       |                                       |                               |                               |                                                 |                                                 |                                                 |                                                 |                                                 |                                                 |                                 |                                 |                             |                             |                             |                             |                   |                   |                   |                   |                   |                   |                  |                  |                   |                   |                   |                   |                   |                   |  |  |  |  |  |  |
|  |  |                   |                   |                   |                   |                   |                   |                        |                        |                                     |                                     |                                     |                                     |                                     |                                     |                                |                                |                                |                                |                                 |                                 |                                 |                                 |                                 |                                 | Солнечная батарея                     | Солнечная батарея                     | Солнечная батарея                     | Солнечная батарея                     | Солнечная батарея                     | Солнечная батарея                     | Солнечная батарея             | Солнечная батарея             | Солнечная батарея                               | Солнечная батарея                               | Солнечная батарея                               | Солнечная батарея                               |                                                 |                                                 |                                 |                                 |                             |                             |                             |                             |                   |                   |                   |                   |                   |                   |                  |                  |                   |                   |                   |                   |                   |                   |  |  |  |  |  |  |
|  |  |                   |                   |                   |                   |                   |                   |                        |                        |                                     |                                     |                                     |                                     |                                     |                                     |                                |                                |                                |                                |                                 |                                 |                                 |                                 |                                 |                                 | Солнечная батарея                     | Солнечная батарея                     | Солнечная батарея                     | Солнечная батарея                     | Солнечная батарея                     | Солнечная батарея                     | Солнечная батарея             | Солнечная батарея             | Солнечная батарея                               | Солнечная батарея                               | Солнечная батарея                               | Солнечная батарея                               |                                                 |                                                 |                                 |                                 |                             |                             |                             |                             |                   |                   |                   |                   |                   |                   |                  |                  |                   |                   |                   |                   |                   |                   |  |  |  |  |  |  |
|  |  |                   |                   |                   |                   |                   |                   |                        |                        |                                     |                                     |                                     |                                     |                                     |                                     |                                |                                |                                |                                |                                 |                                 |                                 |                                 |                                 |                                 |                                       |                                       |                                       |                                       |                                       |                                       |                               |                               |                                                 |                                                 |                                                 |                                                 |                                                 |                                                 |                                 |                                 |                             |                             |                             |                             |                   |                   |                   |                   |                   |                   |                  |                  |                   |                   |                   |                   |                   |                   |  |  |  |  |  |  |
|  |  |                   |                   |                   |                   |                   |                   |                        |                        |                                     |                                     |                                     |                                     | Солнечная батарея                   | Солнечная батарея                   | Солнечная батарея              | Солнечная батарея              | Солнечная батарея              | Солнечная батарея              |                                 |                                 | Заря (первый модуль)            | Заря (первый модуль)            | Заря (первый модуль)            | Заря (первый модуль)            | Заря (первый модуль)                  | Заря (первый модуль)                  |                                       |                                       | Солнечная батарея                     | Солнечная батарея                     | Солнечная батарея             | Солнечная батарея             | Солнечная батарея                               | Солнечная батарея                               |                                                 |                                                 |                                                 |                                                 |                                 |                                 |                             |                             |                             |                             |                   |                   |                   |                   |                   |                   |                  |                  |                   |                   |                   |                   |                   |                   |  |  |  |  |  |  |
|  |  |                   |                   |                   |                   |                   |                   |                        |                        |                                     |                                     |                                     |                                     | Солнечная батарея                   | Солнечная батарея                   | Солнечная батарея              | Солнечная батарея              | Солнечная батарея              | Солнечная батарея              |                                 |                                 | Заря (первый модуль)            | Заря (первый модуль)            | Заря (первый модуль)            | Заря (первый модуль)            | Заря (первый модуль)                  | Заря (первый модуль)                  |                                       |                                       | Солнечная батарея                     | Солнечная батарея                     | Солнечная батарея             | Солнечная батарея             | Солнечная батарея                               | Солнечная батарея                               |                                                 |                                                 |                                                 |                                                 |                                 |                                 |                             |                             |                             |                             |                   |                   |                   |                   |                   |                   |                  |                  |                   |                   |                   |                   |                   |                   |  |  |  |  |  |  |
|  |  |                   |                   |                   |                   |                   |                   |                        |                        |                                     |                                     |                                     |                                     |                                     |                                     |                                |                                |                                |                                |                                 |                                 |                                 |                                 |                                 |                                 |                                       |                                       |                                       |                                       |                                       |                                       |                               |                               |                                                 |                                                 |                                                 |                                                 |                                                 |                                                 |                                 |                                 |                             |                             |                             |                             |                   |                   |                   |                   |                   |                   |                  |                  |                   |                   |                   |                   |                   |                   |  |  |  |  |  |  |
|  |  |                   |                   |                   |                   |                   |                   |                        |                        |                                     |                                     |                                     |                                     |                                     |                                     |                                |                                |                                |                                |                                 |                                 |                                 |                                 |                                 |                                 |                                       |                                       |                                       |                                       | Рассвет (МИМ-1)                       | Рассвет (МИМ-1)                       | Рассвет (МИМ-1)               | Рассвет (МИМ-1)               | Рассвет (МИМ-1)                                 | Рассвет (МИМ-1)                                 | Стыковочный узел ССВП                           | Стыковочный узел ССВП                           | Стыковочный узел ССВП                           | Стыковочный узел ССВП                           | Стыковочный узел ССВП           | Стыковочный узел ССВП           |                             |                             |                             |                             |                   |                   |                   |                   |                   |                   |                  |                  |                   |                   |                   |                   |                   |                   |  |  |  |  |  |  |
|  |  |                   |                   |                   |                   |                   |                   |                        |                        |                                     |                                     |                                     |                                     |                                     |                                     |                                |                                |                                |                                |                                 |                                 |                                 |                                 |                                 |                                 |                                       |                                       |                                       |                                       | Рассвет (МИМ-1)                       | Рассвет (МИМ-1)                       | Рассвет (МИМ-1)               | Рассвет (МИМ-1)               | Рассвет (МИМ-1)                                 | Рассвет (МИМ-1)                                 | Стыковочный узел ССВП                           | Стыковочный узел ССВП                           | Стыковочный узел ССВП                           | Стыковочный узел ССВП                           | Стыковочный узел ССВП           | Стыковочный узел ССВП           |                             |                             |                             |                             |                   |                   |                   |                   |                   |                   |                  |                  |                   |                   |                   |                   |                   |                   |  |  |  |  |  |  |
|  |  |                   |                   |                   |                   |                   |                   |                        |                        |                                     |                                     |                                     |                                     |                                     |                                     |                                |                                |                                |                                |                                 |                                 | Гермопереходник PMA-1           |                                 |                                 |                                 |                                       |                                       |                                       |                                       |                                       |                                       |                               |                               |                                                 |                                                 |                                                 |                                                 |                                                 |                                                 |                                 |                                 |                             |                             |                             |                             |                   |                   |                   |                   |                   |                   |                  |                  |                   |                   |                   |                   |                   |                   |  |  |  |  |  |  |
|  |  |                   |                   |                   |                   |                   |                   |                        |                        |                                     |                                     |                                     |                                     |                                     |                                     |                                |                                |                                |                                |                                 |                                 |                                 |                                 |                                 |                                 |                                       |                                       |                                       |                                       |                                       |                                       |                               |                               |                                                 |                                                 |                                                 |                                                 |                                                 |                                                 |                                 |                                 |                             |                             |                             |                             |                   |                   |                   |                   |                   |                   |                  |                  |                   |                   |                   |                   |                   |                   |  |  |  |  |  |  |
|  |  |                   |                   |                   |                   |                   |                   |                        |                        |                                     |                                     |                                     |                                     |                                     |                                     |                                |                                | Стыковочный узел CBM           | Стыковочный узел CBM           | Стыковочный узел CBM            | Стыковочный узел CBM            | Стыковочный узел CBM            | Стыковочный узел CBM            |                                 |                                 | Leonardo (многоцелевой модуль)        | Leonardo (многоцелевой модуль)        | Leonardo (многоцелевой модуль)        | Leonardo (многоцелевой модуль)        | Leonardo (многоцелевой модуль)        | Leonardo (многоцелевой модуль)        |                               |                               | BEAM (развертываемый модуль)                    | BEAM (развертываемый модуль)                    | BEAM (развертываемый модуль)                    | BEAM (развертываемый модуль)                    | BEAM (развертываемый модуль)                    | BEAM (развертываемый модуль)                    |                                 |                                 |                             |                             |                             |                             |                   |                   |                   |                   |                   |                   |                  |                  |                   |                   |                   |                   |                   |                   |  |  |  |  |  |  |
|  |  |                   |                   |                   |                   |                   |                   |                        |                        |                                     |                                     |                                     |                                     |                                     |                                     |                                |                                | Стыковочный узел CBM           | Стыковочный узел CBM           | Стыковочный узел CBM            | Стыковочный узел CBM            | Стыковочный узел CBM            | Стыковочный узел CBM            |                                 |                                 | Leonardo (многоцелевой модуль)        | Leonardo (многоцелевой модуль)        | Leonardo (многоцелевой модуль)        | Leonardo (многоцелевой модуль)        | Leonardo (многоцелевой модуль)        | Leonardo (многоцелевой модуль)        |                               |                               | BEAM (развертываемый модуль)                    | BEAM (развертываемый модуль)                    | BEAM (развертываемый модуль)                    | BEAM (развертываемый модуль)                    | BEAM (развертываемый модуль)                    | BEAM (развертываемый модуль)                    |                                 |                                 |                             |                             |                             |                             |                   |                   |                   |                   |                   |                   |                  |                  |                   |                   |                   |                   |                   |                   |  |  |  |  |  |  |
|  |  |                   |                   |                   |                   |                   |                   |                        |                        |                                     |                                     |                                     |                                     | Quest (шлюзовой отсек)              | Quest (шлюзовой отсек)              | Quest (шлюзовой отсек)         | Quest (шлюзовой отсек)         | Quest (шлюзовой отсек)         | Quest (шлюзовой отсек)         |                                 |                                 | Unity (узловой модуль)          | Unity (узловой модуль)          | Unity (узловой модуль)          | Unity (узловой модуль)          | Unity (узловой модуль)                | Unity (узловой модуль)                |                                       |                                       | Tranquility (жилой модуль)            | Tranquility (жилой модуль)            | Tranquility (жилой модуль)    | Tranquility (жилой модуль)    | Tranquility (жилой модуль)                      | Tranquility (жилой модуль)                      |                                                 |                                                 | Купол (обзорный модуль)                         | Купол (обзорный модуль)                         | Купол (обзорный модуль)         | Купол (обзорный модуль)         | Купол (обзорный модуль)     | Купол (обзорный модуль)     |                             |                             |                   |                   |                   |                   |                   |                   |                  |                  |                   |                   |                   |                   |                   |                   |  |  |  |  |  |  |
|  |  |                   |                   |                   |                   |                   |                   |                        |                        |                                     |                                     |                                     |                                     | Quest (шлюзовой отсек)              | Quest (шлюзовой отсек)              | Quest (шлюзовой отсек)         | Quest (шлюзовой отсек)         | Quest (шлюзовой отсек)         | Quest (шлюзовой отсек)         |                                 |                                 | Unity (узловой модуль)          | Unity (узловой модуль)          | Unity (узловой модуль)          | Unity (узловой модуль)          | Unity (узловой модуль)                | Unity (узловой модуль)                |                                       |                                       | Tranquility (жилой модуль)            | Tranquility (жилой модуль)            | Tranquility (жилой модуль)    | Tranquility (жилой модуль)    | Tranquility (жилой модуль)                      | Tranquility (жилой модуль)                      |                                                 |                                                 | Купол (обзорный модуль)                         | Купол (обзорный модуль)                         | Купол (обзорный модуль)         | Купол (обзорный модуль)         | Купол (обзорный модуль)     | Купол (обзорный модуль)     |                             |                             |                   |                   |                   |                   |                   |                   |                  |                  |                   |                   |                   |                   |                   |                   |  |  |  |  |  |  |
|  |  |                   |                   |                   |                   |                   |                   |                        |                        |                                     |                                     |                                     |                                     |                                     |                                     |                                |                                |                                |                                |                                 |                                 |                                 |                                 |                                 |                                 |                                       |                                       |                                       |                                       |                                       |                                       |                               |                               |                                                 |                                                 |                                                 |                                                 |                                                 |                                                 |                                 |                                 |                             |                             |                             |                             |                   |                   |                   |                   |                   |                   |                  |                  |                   |                   |                   |                   |                   |                   |  |  |  |  |  |  |
|  |  |                   |                   |                   |                   |                   |                   |                        |                        | склад-платформа ESP-2               | склад-платформа ESP-2               | склад-платформа ESP-2               | склад-платформа ESP-2               | склад-платформа ESP-2               | склад-платформа ESP-2               |                                |                                | Ферма Z1                       | Ферма Z1                       | Ферма Z1                        | Ферма Z1                        | Ферма Z1                        | Ферма Z1                        |                                 |                                 | Стыковочный узел CBM (неиспользуемый) | Стыковочный узел CBM (неиспользуемый) | Стыковочный узел CBM (неиспользуемый) | Стыковочный узел CBM (неиспользуемый) | Стыковочный узел CBM (неиспользуемый) | Стыковочный узел CBM (неиспользуемый) |                               |                               | Bishop (шлюзовой модуль)                        | Bishop (шлюзовой модуль)                        | Bishop (шлюзовой модуль)                        | Bishop (шлюзовой модуль)                        | Bishop (шлюзовой модуль)                        | Bishop (шлюзовой модуль)                        |                                 |                                 |                             |                             |                             |                             |                   |                   |                   |                   |                   |                   |                  |                  |                   |                   |                   |                   |                   |                   |  |  |  |  |  |  |
|  |  |                   |                   |                   |                   |                   |                   |                        |                        | склад-платформа ESP-2               | склад-платформа ESP-2               | склад-платформа ESP-2               | склад-платформа ESP-2               | склад-платформа ESP-2               | склад-платформа ESP-2               |                                |                                | Ферма Z1                       | Ферма Z1                       | Ферма Z1                        | Ферма Z1                        | Ферма Z1                        | Ферма Z1                        |                                 |                                 | Стыковочный узел CBM (неиспользуемый) | Стыковочный узел CBM (неиспользуемый) | Стыковочный узел CBM (неиспользуемый) | Стыковочный узел CBM (неиспользуемый) | Стыковочный узел CBM (неиспользуемый) | Стыковочный узел CBM (неиспользуемый) |                               |                               | Bishop (шлюзовой модуль)                        | Bishop (шлюзовой модуль)                        | Bishop (шлюзовой модуль)                        | Bishop (шлюзовой модуль)                        | Bishop (шлюзовой модуль)                        | Bishop (шлюзовой модуль)                        |                                 |                                 |                             |                             |                             |                             |                   |                   |                   |                   |                   |                   |                  |                  |                   |                   |                   |                   |                   |                   |  |  |  |  |  |  |
|  |  | Солнечная батарея | Солнечная батарея | Солнечная батарея | Солнечная батарея | Солнечная батарея | Солнечная батарея |                        |                        | Солнечная батарея                   | Солнечная батарея                   | Солнечная батарея                   | Солнечная батарея                   | Солнечная батарея                   | Солнечная батарея                   |                                |                                | Терморадиатор                  | Терморадиатор                  | Терморадиатор                   | Терморадиатор                   | Терморадиатор                   | Терморадиатор                   |                                 |                                 | Терморадиатор                         | Терморадиатор                         | Терморадиатор                         | Терморадиатор                         | Терморадиатор                         | Терморадиатор                         |                               |                               | Солнечная батарея                               | Солнечная батарея                               | Солнечная батарея                               | Солнечная батарея                               | Солнечная батарея                               | Солнечная батарея                               |                                 |                                 | Солнечная батарея           | Солнечная батарея           | Солнечная батарея           | Солнечная батарея           | Солнечная батарея | Солнечная батарея |                   |                   |                   |                   |                  |                  |                   |                   |                   |                   |                   |                   |  |  |  |  |  |  |
|  |  | Солнечная батарея | Солнечная батарея | Солнечная батарея | Солнечная батарея | Солнечная батарея | Солнечная батарея |                        |                        | Солнечная батарея                   | Солнечная батарея                   | Солнечная батарея                   | Солнечная батарея                   | Солнечная батарея                   | Солнечная батарея                   |                                |                                | Терморадиатор                  | Терморадиатор                  | Терморадиатор                   | Терморадиатор                   | Терморадиатор                   | Терморадиатор                   |                                 |                                 | Терморадиатор                         | Терморадиатор                         | Терморадиатор                         | Терморадиатор                         | Терморадиатор                         | Терморадиатор                         |                               |                               | Солнечная батарея                               | Солнечная батарея                               | Солнечная батарея                               | Солнечная батарея                               | Солнечная батарея                               | Солнечная батарея                               |                                 |                                 | Солнечная батарея           | Солнечная батарея           | Солнечная батарея           | Солнечная батарея           | Солнечная батарея | Солнечная батарея |                   |                   |                   |                   |                  |                  |                   |                   |                   |                   |                   |                   |  |  |  |  |  |  |
|  |  |                   |                   |                   |                   |                   |                   |                        |                        |                                     |                                     |                                     |                                     |                                     |                                     |                                |                                |                                |                                |                                 |                                 |                                 |                                 |                                 |                                 |                                       |                                       |                                       |                                       |                                       |                                       |                               |                               |                                                 |                                                 |                                                 |                                                 |                                                 |                                                 |                                 |                                 |                             |                             |                             |                             |                   |                   |                   |                   |                   |                   |                  |                  |                   |                   |                   |                   |                   |                   |  |  |  |  |  |  |
|  |  |                   |                   |                   |                   |                   |                   |                        |                        | Детектор AMS, палета ELC-2          | Детектор AMS, палета ELC-2          | Детектор AMS, палета ELC-2          | Детектор AMS, палета ELC-2          | Детектор AMS, палета ELC-2          | Детектор AMS, палета ELC-2          |                                |                                |                                |                                |                                 |                                 |                                 |                                 |                                 |                                 |                                       |                                       |                                       |                                       |                                       |                                       |                               |                               | Палета ELC-3                                    | Палета ELC-3                                    | Палета ELC-3                                    | Палета ELC-3                                    | Палета ELC-3                                    | Палета ELC-3                                    |                                 |                                 |                             |                             |                             |                             |                   |                   |                   |                   |                   |                   |                  |                  |                   |                   |                   |                   |                   |                   |  |  |  |  |  |  |
|  |  |                   |                   | Ферма S5/S6       | Ферма S5/S6       | Ферма S5/S6       | Ферма S5/S6       | Ферма S5/S6            | Ферма S5/S6            | Детектор AMS, палета ELC-2          | Детектор AMS, палета ELC-2          | Детектор AMS, палета ELC-2          | Детектор AMS, палета ELC-2          | Детектор AMS, палета ELC-2          | Детектор AMS, палета ELC-2          | Ферма S3/S4                    | Ферма S3/S4                    | Ферма S3/S4                    | Ферма S3/S4                    | Ферма S3/S4                     | Ферма S3/S4                     | Ферма S1                        | Ферма S1                        | Ферма S1                        | Ферма S1                        | Ферма S1                              | Ферма S1                              | Ферма S0                              | Ферма S0                              | Ферма S0                              | Ферма S0                              | Ферма S0                      | Ферма S0                      | Палета ELC-3                                    | Палета ELC-3                                    | Палета ELC-3                                    | Палета ELC-3                                    | Палета ELC-3                                    | Палета ELC-3                                    | Ферма P1                        | Ферма P1                        | Ферма P1                    | Ферма P1                    | Ферма P1                    | Ферма P1                    | Ферма P3/P4       | Ферма P3/P4       | Ферма P3/P4       | Ферма P3/P4       | Ферма P3/P4       | Ферма P3/P4       | Ферма P5/P6      | Ферма P5/P6      | Ферма P5/P6       | Ферма P5/P6       | Ферма P5/P6       | Ферма P5/P6       |                   |                   |  |  |  |  |  |  |
|  |  |                   |                   | Ферма S5/S6       | Ферма S5/S6       | Ферма S5/S6       | Ферма S5/S6       | Ферма S5/S6            | Ферма S5/S6            |                                     |                                     |                                     |                                     |                                     |                                     | Ферма S3/S4                    | Ферма S3/S4                    | Ферма S3/S4                    | Ферма S3/S4                    | Ферма S3/S4                     | Ферма S3/S4                     | Ферма S1                        | Ферма S1                        | Ферма S1                        | Ферма S1                        | Ферма S1                              | Ферма S1                              | Ферма S0                              | Ферма S0                              | Ферма S0                              | Ферма S0                              | Ферма S0                      | Ферма S0                      |                                                 |                                                 |                                                 |                                                 |                                                 |                                                 | Ферма P1                        | Ферма P1                        | Ферма P1                    | Ферма P1                    | Ферма P1                    | Ферма P1                    | Ферма P3/P4       | Ферма P3/P4       | Ферма P3/P4       | Ферма P3/P4       | Ферма P3/P4       | Ферма P3/P4       | Ферма P5/P6      | Ферма P5/P6      | Ферма P5/P6       | Ферма P5/P6       | Ферма P5/P6       | Ферма P5/P6       |                   |                   |  |  |  |  |  |  |
|  |  |                   |                   |                   |                   |                   |                   |                        |                        | склад-платформа ESP-3, палета ELC-4 | склад-платформа ESP-3, палета ELC-4 | склад-платформа ESP-3, палета ELC-4 | склад-платформа ESP-3, палета ELC-4 | склад-платформа ESP-3, палета ELC-4 | склад-платформа ESP-3, палета ELC-4 |                                |                                |                                |                                |                                 |                                 |                                 |                                 |                                 |                                 |                                       |                                       |                                       |                                       |                                       |                                       |                               |                               | Палета ELC-1                                    | Палета ELC-1                                    | Палета ELC-1                                    | Палета ELC-1                                    | Палета ELC-1                                    | Палета ELC-1                                    |                                 |                                 |                             |                             |                             |                             |                   |                   |                   |                   |                   |                   |                  |                  |                   |                   |                   |                   |                   |                   |  |  |  |  |  |  |
|  |  |                   |                   |                   |                   |                   |                   |                        |                        | склад-платформа ESP-3, палета ELC-4 | склад-платформа ESP-3, палета ELC-4 | склад-платформа ESP-3, палета ELC-4 | склад-платформа ESP-3, палета ELC-4 | склад-платформа ESP-3, палета ELC-4 | склад-платформа ESP-3, палета ELC-4 |                                |                                |                                |                                |                                 |                                 |                                 |                                 | Dextre (манипулятор)            | Dextre (манипулятор)            | Dextre (манипулятор)                  | Dextre (манипулятор)                  | Dextre (манипулятор)                  | Dextre (манипулятор)                  |                                       |                                       | Canadarm2 (манипулятор)       | Canadarm2 (манипулятор)       | Canadarm2 (манипулятор)                         | Canadarm2 (манипулятор)                         | Canadarm2 (манипулятор)                         | Canadarm2 (манипулятор)                         | Палета ELC-1                                    | Палета ELC-1                                    |                                 |                                 |                             |                             |                             |                             |                   |                   |                   |                   |                   |                   |                  |                  |                   |                   |                   |                   |                   |                   |  |  |  |  |  |  |
|  |  | Солнечная батарея | Солнечная батарея | Солнечная батарея | Солнечная батарея | Солнечная батарея | Солнечная батарея |                        |                        | Солнечная батарея                   | Солнечная батарея                   | Солнечная батарея                   | Солнечная батарея                   | Солнечная батарея                   | Солнечная батарея                   |                                |                                |                                |                                |                                 |                                 |                                 |                                 | Dextre (манипулятор)            | Dextre (манипулятор)            | Dextre (манипулятор)                  | Dextre (манипулятор)                  | Dextre (манипулятор)                  | Dextre (манипулятор)                  |                                       |                                       | Canadarm2 (манипулятор)       | Canadarm2 (манипулятор)       | Canadarm2 (манипулятор)                         | Canadarm2 (манипулятор)                         | Canadarm2 (манипулятор)                         | Canadarm2 (манипулятор)                         |                                                 |                                                 |                                 |                                 |                             |                             |                             |                             | Солнечная батарея | Солнечная батарея | Солнечная батарея | Солнечная батарея | Солнечная батарея | Солнечная батарея |                  |                  | Солнечная батарея | Солнечная батарея | Солнечная батарея | Солнечная батарея | Солнечная батарея | Солнечная батарея |  |  |  |  |  |  |
|  |  | Солнечная батарея | Солнечная батарея | Солнечная батарея | Солнечная батарея | Солнечная батарея | Солнечная батарея |                        |                        | Солнечная батарея                   | Солнечная батарея                   | Солнечная батарея                   | Солнечная батарея                   | Солнечная батарея                   | Солнечная батарея                   |                                |                                |                                |                                |                                 |                                 |                                 |                                 |                                 |                                 |                                       |                                       |                                       |                                       |                                       |                                       |                               |                               |                                                 |                                                 |                                                 |                                                 |                                                 |                                                 |                                 |                                 |                             |                             |                             |                             | Солнечная батарея | Солнечная батарея | Солнечная батарея | Солнечная батарея | Солнечная батарея | Солнечная батарея |                  |                  | Солнечная батарея | Солнечная батарея | Солнечная батарея | Солнечная батарея | Солнечная батарея | Солнечная батарея |  |  |  |  |  |  |
|  |  |                   |                   |                   |                   |                   |                   |                        |                        |                                     |                                     |                                     |                                     |                                     |                                     |                                |                                |                                |                                |                                 |                                 |                                 |                                 |                                 |                                 |                                       |                                       |                                       |                                       |                                       |                                       |                               |                               |                                                 |                                                 |                                                 |                                                 |                                                 |                                                 |                                 |                                 |                             |                             |                             |                             |                   |                   |                   |                   |                   |                   |                  |                  |                   |                   |                   |                   |                   |                   |  |  |  |  |  |  |
|  |  |                   |                   |                   |                   |                   |                   |                        |                        |                                     |                                     |                                     |                                     |                                     |                                     | склад-платформа ESP-1          | склад-платформа ESP-1          | склад-платформа ESP-1          | склад-платформа ESP-1          | склад-платформа ESP-1           | склад-платформа ESP-1           | Destiny (лабораторный модуль)   | Destiny (лабораторный модуль)   | Destiny (лабораторный модуль)   | Destiny (лабораторный модуль)   | Destiny (лабораторный модуль)         | Destiny (лабораторный модуль)         |                                       |                                       |                                       |                                       |                               |                               |                                                 |                                                 |                                                 |                                                 |                                                 |                                                 |                                 |                                 |                             |                             |                             |                             |                   |                   |                   |                   |                   |                   |                  |                  |                   |                   |                   |                   |                   |                   |  |  |  |  |  |  |
|  |  |                   |                   |                   |                   |                   |                   |                        |                        |                                     |                                     |                                     |                                     |                                     |                                     | склад-платформа ESP-1          | склад-платформа ESP-1          | склад-платформа ESP-1          | склад-платформа ESP-1          | склад-платформа ESP-1           | склад-платформа ESP-1           | Destiny (лабораторный модуль)   | Destiny (лабораторный модуль)   | Destiny (лабораторный модуль)   | Destiny (лабораторный модуль)   | Destiny (лабораторный модуль)         | Destiny (лабораторный модуль)         |                                       |                                       |                                       |                                       |                               |                               |                                                 |                                                 |                                                 |                                                 |                                                 |                                                 |                                 |                                 | гермосекция Kibo            | гермосекция Kibo            | гермосекция Kibo            | гермосекция Kibo            | гермосекция Kibo  | гермосекция Kibo  | манипулятор Kibo  | манипулятор Kibo  | манипулятор Kibo  | манипулятор Kibo  | манипулятор Kibo | манипулятор Kibo |                   |                   |                   |                   |                   |                   |  |  |  |  |  |  |
|  |  |                   |                   |                   |                   |                   |                   | Забортное оборудование | Забортное оборудование | Забортное оборудование              | Забортное оборудование              | Забортное оборудование              | Забортное оборудование              | Columbus (лабораторный модуль)      | Columbus (лабораторный модуль)      | Columbus (лабораторный модуль) | Columbus (лабораторный модуль) | Columbus (лабораторный модуль) | Columbus (лабораторный модуль) |                                 |                                 | Harmony (узловой модуль)        | Harmony (узловой модуль)        | Harmony (узловой модуль)        | Harmony (узловой модуль)        | Harmony (узловой модуль)              | Harmony (узловой модуль)              |                                       |                                       | Kibo (лабораторный модуль)            | Kibo (лабораторный модуль)            | Kibo (лабораторный модуль)    | Kibo (лабораторный модуль)    | Kibo (лабораторный модуль)                      | Kibo (лабораторный модуль)                      | внешняя платформа Kibo                          | внешняя платформа Kibo                          | внешняя платформа Kibo                          | внешняя платформа Kibo                          | внешняя платформа Kibo          | внешняя платформа Kibo          | гермосекция Kibo            | гермосекция Kibo            | гермосекция Kibo            | гермосекция Kibo            | гермосекция Kibo  | гермосекция Kibo  | манипулятор Kibo  | манипулятор Kibo  | манипулятор Kibo  | манипулятор Kibo  | манипулятор Kibo | манипулятор Kibo |                   |                   |                   |                   |                   |                   |  |  |  |  |  |  |
|  |  |                   |                   |                   |                   |                   |                   | Забортное оборудование | Забортное оборудование | Забортное оборудование              | Забортное оборудование              | Забортное оборудование              | Забортное оборудование              | Columbus (лабораторный модуль)      | Columbus (лабораторный модуль)      | Columbus (лабораторный модуль) | Columbus (лабораторный модуль) | Columbus (лабораторный модуль) | Columbus (лабораторный модуль) |                                 |                                 | Harmony (узловой модуль)        | Harmony (узловой модуль)        | Harmony (узловой модуль)        | Harmony (узловой модуль)        | Harmony (узловой модуль)              | Harmony (узловой модуль)              |                                       |                                       | Kibo (лабораторный модуль)            | Kibo (лабораторный модуль)            | Kibo (лабораторный модуль)    | Kibo (лабораторный модуль)    | Kibo (лабораторный модуль)                      | Kibo (лабораторный модуль)                      | внешняя платформа Kibo                          | внешняя платформа Kibo                          | внешняя платформа Kibo                          | внешняя платформа Kibo                          | внешняя платформа Kibo          | внешняя платформа Kibo          |                             |                             |                             |                             |                   |                   |                   |                   |                   |                   |                  |                  |                   |                   |                   |                   |                   |                   |  |  |  |  |  |  |
|  |  |                   |                   |                   |                   |                   |                   |                        |                        |                                     |                                     |                                     |                                     |                                     |                                     |                                |                                |                                |                                |                                 |                                 |                                 |                                 |                                 |                                 |                                       |                                       |                                       |                                       |                                       |                                       |                               |                               |                                                 |                                                 |                                                 |                                                 |                                                 |                                                 |                                 |                                 |                             |                             |                             |                             |                   |                   |                   |                   |                   |                   |                  |                  |                   |                   |                   |                   |                   |                   |  |  |  |  |  |  |
|  |  |                   |                   |                   |                   |                   |                   |                        |                        |                                     |                                     |                                     |                                     |                                     |                                     |                                |                                |                                |                                |                                 |                                 |                                 |                                 |                                 |                                 |                                       |                                       |                                       |                                       |                                       |                                       |                               |                               |                                                 |                                                 |                                                 |                                                 |                                                 |                                                 |                                 |                                 |                             |                             |                             |                             |                   |                   |                   |                   |                   |                   |                  |                  |                   |                   |                   |                   |                   |                   |  |  |  |  |  |  |
|  |  |                   |                   |                   |                   |                   |                   |                        |                        |                                     |                                     |                                     |                                     | Гермопереходник PMA-3               | Гермопереходник PMA-3               | Гермопереходник PMA-3          | Гермопереходник PMA-3          | Гермопереходник PMA-3          | Гермопереходник PMA-3          |                                 |                                 | Гермопереходник PMA-2           | Гермопереходник PMA-2           | Гермопереходник PMA-2           | Гермопереходник PMA-2           | Гермопереходник PMA-2                 | Гермопереходник PMA-2                 |                                       |                                       | надирный стыковочный узел CBM         | надирный стыковочный узел CBM         | надирный стыковочный узел CBM | надирный стыковочный узел CBM | надирный стыковочный узел CBM                   | надирный стыковочный узел CBM                   |                                                 |                                                 |                                                 |                                                 |                                 |                                 |                             |                             |                             |                             |                   |                   |                   |                   |                   |                   |                  |                  |                   |                   |                   |                   |                   |                   |  |  |  |  |  |  |
|  |  |                   |                   |                   |                   |                   |                   |                        |                        |                                     |                                     |                                     |                                     | Гермопереходник PMA-3               | Гермопереходник PMA-3               | Гермопереходник PMA-3          | Гермопереходник PMA-3          | Гермопереходник PMA-3          | Гермопереходник PMA-3          | зенитный стыковочный узел IDA-3 | зенитный стыковочный узел IDA-3 | зенитный стыковочный узел IDA-3 | зенитный стыковочный узел IDA-3 | зенитный стыковочный узел IDA-3 | зенитный стыковочный узел IDA-3 | Гермопереходник PMA-2                 | Гермопереходник PMA-2                 |                                       |                                       | надирный стыковочный узел CBM         | надирный стыковочный узел CBM         | надирный стыковочный узел CBM | надирный стыковочный узел CBM | надирный стыковочный узел CBM                   | надирный стыковочный узел CBM                   | передний стыковочный узел IDA-2                 | передний стыковочный узел IDA-2                 | передний стыковочный узел IDA-2                 | передний стыковочный узел IDA-2                 | передний стыковочный узел IDA-2 | передний стыковочный узел IDA-2 |                             |                             |                             |                             |                   |                   |                   |                   |                   |                   |                  |                  |                   |                   |                   |                   |                   |                   |  |  |  |  |  |  |
|  |  |                   |                   |                   |                   |                   |                   |                        |                        |                                     |                                     |                                     |                                     |                                     |                                     |                                |                                |                                |                                | зенитный стыковочный узел IDA-3 | зенитный стыковочный узел IDA-3 | зенитный стыковочный узел IDA-3 | зенитный стыковочный узел IDA-3 | зенитный стыковочный узел IDA-3 | зенитный стыковочный узел IDA-3 |                                       |                                       |                                       |                                       |                                       |                                       |                               |                               |                                                 |                                                 | передний стыковочный узел IDA-2                 | передний стыковочный узел IDA-2                 | передний стыковочный узел IDA-2                 | передний стыковочный узел IDA-2                 | передний стыковочный узел IDA-2 | передний стыковочный узел IDA-2 |                             |                             |                             |                             |                   |                   |                   |                   |                   |                   |                  |                  |                   |                   |                   |                   |                   |                   |  |  |  |  |  |  |

Расположение модулей относительно друг друга иногда меняется. На схеме показано их текущее расположение. Синим цветом показаны герметичные части станции и пристыкованные к ней корабли. Забортные конструкции показаны жёлтым и красным цветом. Серым цветом — модули, выведенные из эксплуатации и отстыкованные. Сверху на схеме — кормовая часть станции. Слева находится зенит, справа — надир (направление к Земле).
На схеме изображены:
- «Заря» — функционально-грузовой модуль «Заря», первый из доставленных на орбиту модулей МКС. Масса модуля — 20 тонн, длина — 12,6 м, диаметр — 4 м, объём — 80 м³. Оборудован реактивными двигателями для коррекции орбиты станции и большими солнечными батареями. Срок эксплуатации модуля несколько раз продлевался и на 2019 год модуль сертифицирован до 2028 года с учётом плановых замен оборудования[59]. Модуль принадлежит США, хотя технически интегрирован в российский сегмент МКС[60]. Произведён «ГКНПЦ им. М. В. Хруничева» по заказу корпорации Boeing, которая выступала в качестве субподрядчика НАСА при производстве и запуске модуля[61];
- «Звезда» — служебный модуль «Звезда», в котором располагаются системы управления полётом, системы жизнеобеспечения, энергетический и информационный центр, а также каюты для космонавтов. Масса модуля — 24 тонны. Модуль разделён на пять отсеков и имеет четыре стыковочных узла. Все его системы и блоки — российские, за исключением бортового вычислительного комплекса, созданного при участии европейских и американских специалистов. На модуле по настоянию американской стороны смонтирована противометеоритная панель[62];
- МИМ-1 и МИМ-2 — малые исследовательские модули, два российских грузовых модуля «Поиск» и «Рассвет», предназначенные для хранения оборудования, необходимого для проведения научных экспериментов. «Поиск» пристыкован к зенитному (то есть направленному от Земли) стыковочному узлу модуля Звезда, а «Рассвет» — к надирному (то есть направленному к Земле) порту модуля «Заря»[27];
- Гермоадаптер (PMA) — герметичный стыковочный переходник, предназначенный для соединения между собой модулей МКС, и для обеспечения стыковок шаттлов;
- «Транквилити» — модуль МКС, выполняющий функции жизнеобеспечения. Содержит системы по переработке воды, регенерации воздуха, утилизации отходов и др. Соединён с модулем «Юнити»[63][64];
- «Юнити» — первый из трёх соединительных модулей МКС, выполняющий роль стыковочного узла и коммутатора электроэнергии для модулей «Квест», «Нод-3», фермы Z1 и стыкующихся к нему через Гермоадаптер-3 транспортных кораблей;
- «Пирс» — порт причаливания, предназначавшийся для осуществления стыковок российских «Прогрессов» и «Союзов»; до июля 2021 года был установлен на модуле «Звезда». Был отстыкован 26 июля 2021, на его место был установлен модуль «Наука»;
- Фермы — объединённая ферменная структура, на элементах которой установлены солнечные батареи, панели радиаторов и дистанционные манипуляторы. Также предназначена для негерметичного хранения грузов и различного оборудования;
- Внешние складские платформы (ESP) — внешние складские платформы: три внешние негерметичные платформы, предназначенные исключительно для хранения грузов и оборудования;
- Транспортно-складские палеты (ELC) — четыре негерметичные платформы, закреплённые на фермах 3 и 4, предназначенные для размещения оборудования, необходимого для проведения научных экспериментов в вакууме. Обеспечивают обработку и передачу результатов экспериментов по высокоскоростным каналам на станцию[65];
- «Канадарм2», или «Мобильная обслуживающая система» — канадская система дистанционных манипуляторов, служащая в качестве основного инструмента для разгрузки транспортных кораблей и перемещения внешнего оборудования[66];
- «Декстр» — канадская система из двух дистанционных манипуляторов, служащая для перемещения оборудования, расположенного вне станции;
- «Квест» — специализированный шлюзовой модуль, предназначенный для осуществления выходов космонавтов и астронавтов в открытый космос с возможностью предварительного проведения десатурации (вымывания азота из крови человека);
- «Гармония» — соединительный модуль, выполняющий роль стыковочного узла и коммутатора электроэнергии для трёх научных лабораторий и стыкующихся к нему через Гермоадаптер-2 транспортных кораблей. Содержит дополнительные системы жизнеобеспечения;
- «Коламбус» — европейский лабораторный модуль, в котором, помимо научного оборудования, установлены сетевые коммутаторы (хабы), обеспечивающие связь между компьютерным оборудованием станции. Пристыкован к модулю «Гармония»;
- «Дестини» — американский лабораторный модуль, состыкованный с модулем «Гармония»;
- «Кибо» — японский лабораторный модуль, состоящий из трёх отсеков и одного основного дистанционного манипулятора. Самый большой модуль станции. Предназначен для проведения физических, биологических, биотехнологических и других научных экспериментов в герметичных и негерметичных условиях. Кроме того, благодаря особой конструкции позволяет проводить незапланированные эксперименты. Пристыкован к модулю «Гармония»;

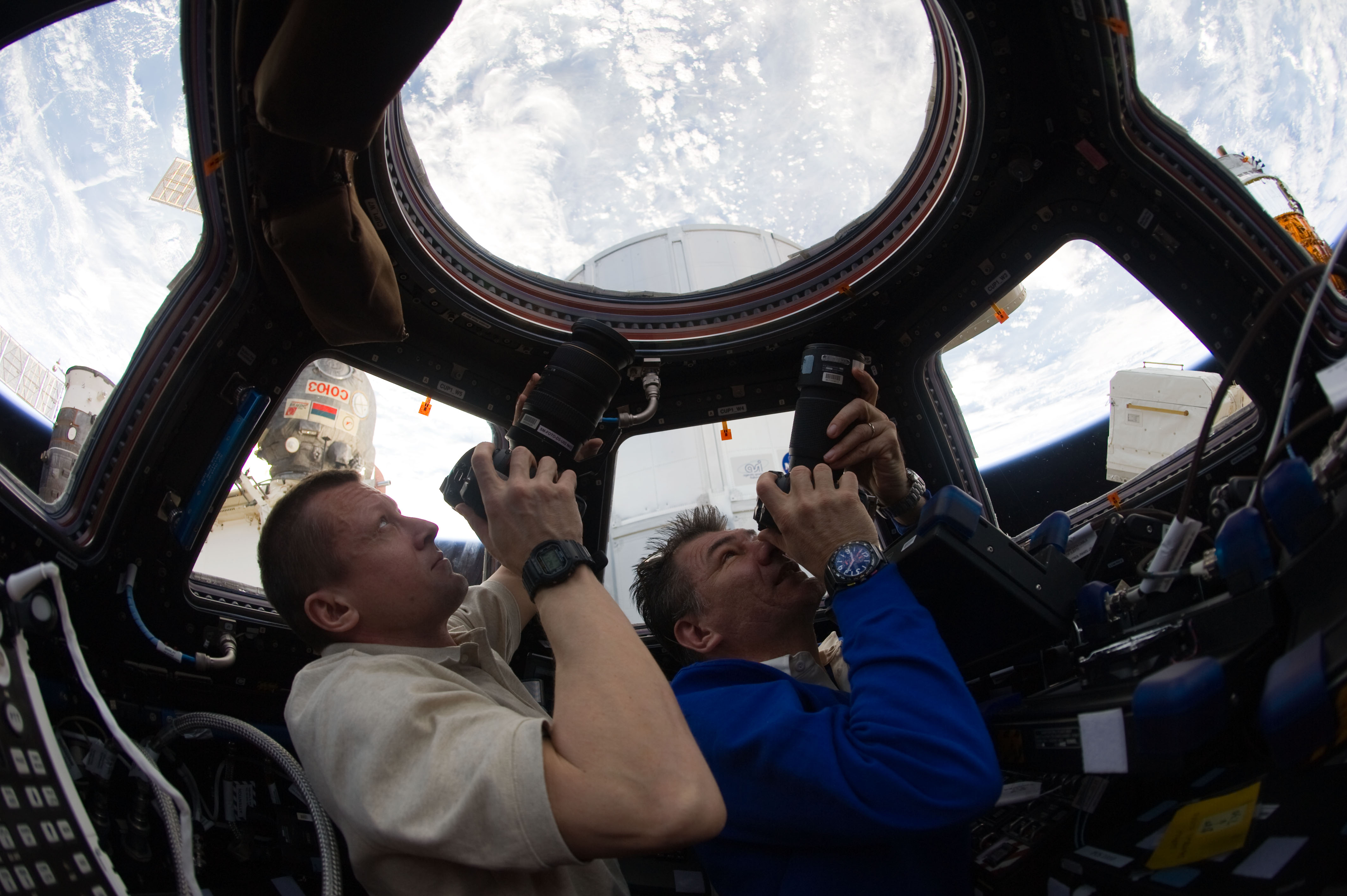
Обзорный купол МКС

- «Купол» — прозрачный обзорный купол. Его семь иллюминаторов (самый большой имеет 80 см в диаметре) используются для проведения экспериментов, наблюдения за космосом и Землёй, при стыковке космических аппаратов, а также как пульт управления главным дистанционным манипулятором станции. Место для отдыха членов экипажа. Разработан и изготовлен Европейским космическим агентством. Установлен на узловой модуль «Транквилити»[64];
- Герметичный многофункциональный модуль (Permanent Multipurpose Module, PMM) — складское помещение для хранения грузов, пристыкован к модулю «Транквилити». Это один из двух грузовых модулей, периодически доставлявшихся на орбиту шаттлами для дооснащения МКС необходимым научным оборудованием и прочими грузами. Модули «Леонардо» и «Рафаэль», имеющие общее название «Многоцелевой модуль снабжения», стыковались к надирному порту «Юнити». Переоборудованный модуль «Леонардо» начиная с марта 2011 года постоянно входит в число модулей станции[67];
- Международные стыковочные адаптеры (IDA, сокращение от англ. International Docking Adapter) — международные стыковочные адаптеры-переходники, предназначенные для преобразования системы стыковки АПАС-95 в систему стыковки НАСА. Первый присоединён к PMA-2 в 2016 году, второй — к PMA-3 в 2019 году;
- «BEAM» — экспериментальный развёртываемый жилой модуль МКС, разработанный частной космической компанией Bigelow Aerospace, — первый модуль МКС, разработанный частной фирмой. Модуль изначально использовался для проведения экспериментов по измерению уровня радиации и воздействия микрочастиц, а затем — в качестве склада. Пристыкован к узловому модулю «Транквилити»[68].
- «Наука» — российский многофункциональный лабораторный модуль (запуск произошёл 21 июля 2021 года), где предусмотрены условия для хранения научного оборудования, проведения научных экспериментов, временного проживания экипажа. На модуле закреплён Европейский манипулятор ERA и Узловой модуль «Причал». На станции МКС также постоянно несут дежурство(пристыкованы) спасательные автономные модули-корабли в виде "Союз" или Dragon 2 (Союз МС-23)[источник не указан 138 дней]

### Стыковочные узлы и шлюзы
После пристыковки в конце 2021 года модуля «Причал» станция имеет 12 стыковочных узлов, играющих роль портов: 8 для приёма грузовых и пилотируемых космических кораблей и 4 для пристыковки в будущем новых модулей (но пригодных и для приёма кораблей):
- 8 портов ССВП на российском сегменте, включая:
  - 5 на модуле «Причал» (4 ССВП-М8000 для пристыковки новых модулей и надирный ССВП-Г4000), и
  - по одному ССВП-Г4000 на модулях «Звезда» (кормовой), «Поиск» (зенитный) и «Рассвет» (надирный)[69], и
- 4 CBM на американском сегменте: 3 на модуле «Гармония» (2 из которых оборудованы адаптером IDA) и 1 на модуле «Юнити» (надирный).

Кроме них имеется неиспользуемый зенитный стыковочный узел модуля «Транквилити», а также
- 1 шлюзовой люк шлюзового модуля «Квест» для ВКД,
- 2 шлюзовых люка диаметром 1 м для ВКД на модуле «Поиск» (боковые)[71]
- 1 стыковочный узел (левый) на модуле «Транквилити» для периодически отстыковываемого шлюзового модуля «Бишоп», используемого для запуска малых спутников и выброса мусора, и
- 1 стыковочный узел (передний) для шлюзовой камеры на гермоадаптере модуля «Наука».

Поскольку граф стыковки модулей станции имеет структуру дерева (то есть в нём отсутствуют циклы), она всегда имеет на один межмодульный переход меньше, чем число её модулей. Так, на декабрь 2021 года она имеет 14 постоянно открытых межмодульных переходов, и с учётом трёх гермоадаптеров РМА — 17 внутренних стыковочных узлов, не считая лишь изредка открываемых люков сообщения с модулями «BEAM» и «Бишоп» и фермой Z1 и люков, ведущих в пристыкованные к станции космические корабли.
21 ноября 2023 года установлена шлюзовая камера на модуле «Наука (модуль МКС)|Наука».
Помимо межмодульных узлов, в некоторых крупных модулях («Заря», «Звезда», «Наука», «Кибо») имеются внутримодульные люки, способные отделять герметичные адаптеры этих модулей от их остальной части.
Наибольшее количество стыковочных узлов (6) имеют узловые модули «Юнити», «Гармония», «Транквилити» и «Причал». Столько же стыковочных узлов имеет созданный для МКС, но так и не запущенный Node-4, судьба которого пока неясна.
Стандартный внутренний диаметр стыковочных узлов российского сегмента — 80 см; люков CBM американского — 127 см (кроме двух адаптеров IDA, внутренний диаметр которых — 80 см).

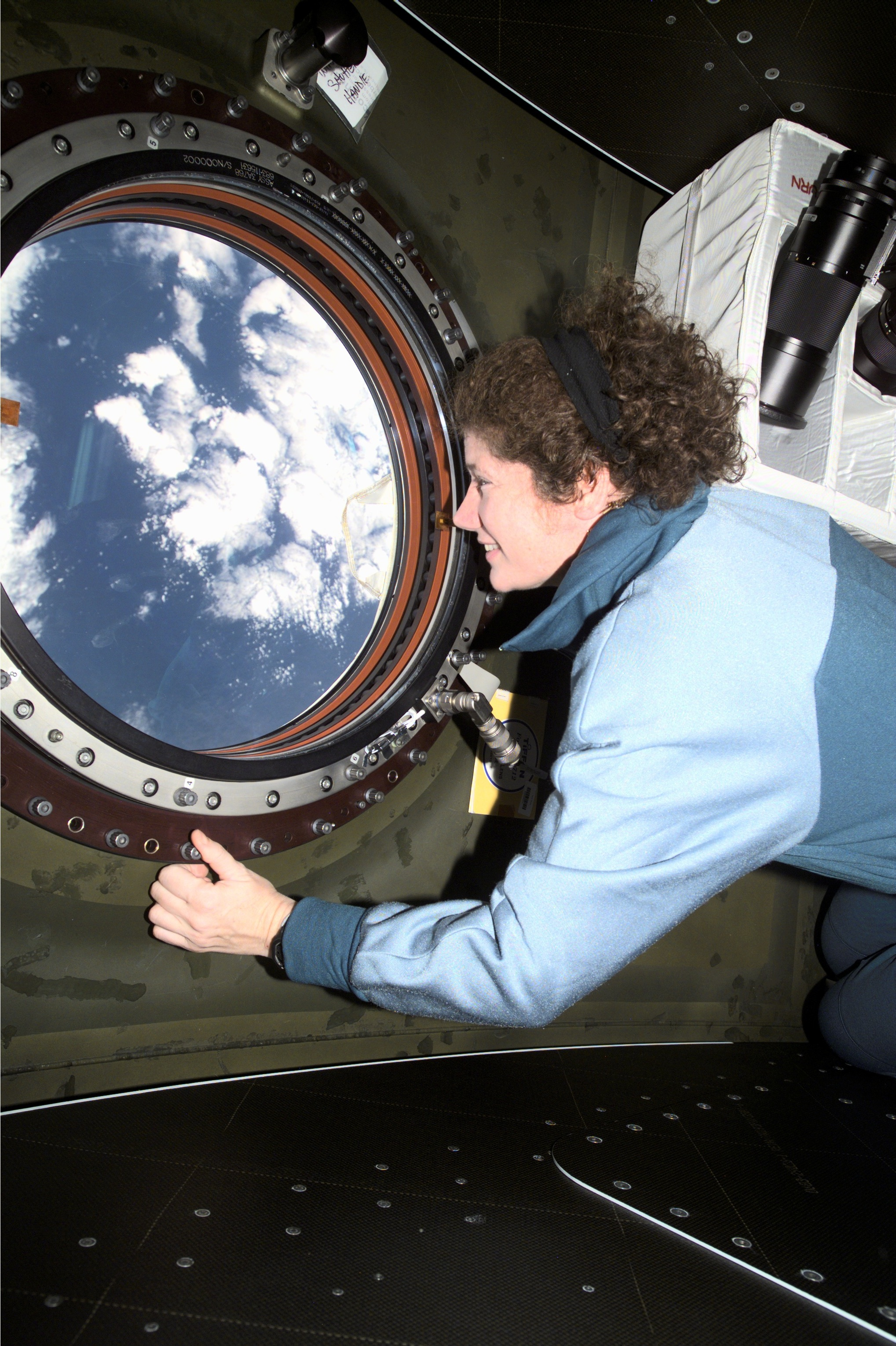
Иллюминатор модуля «Дестини»

#### Иллюминаторы
Крупнейшим оптическим шлюзом станции является созданный в Италии 7-иллюминаторный модуль «Купол» американского сегмента, с центральным круглым иллюминатором из кварцевого стекла диаметром 800 мм и толщиной 100 мм, и 6 трапециевидными вокруг него. Второй, ещё более крупный купол планируется установить в сегменте Аксиом.
Кроме «Купола», в станции имеется много отдельных иллюминаторов: например, 14 в модуле «Звезда», 2 на шлюзовых люках «Поиска», диаметром 228 мм, 2 более крупных в модуле «Кибо», в модуле «Дестини» — крупный надирный иллюминатор диаметром 510 мм, в модуле «Наука» — крупнейший в российском сегменте, диаметром 426 мм. Российский сегмент после запуска модуля «Наука» имеет 20 иллюминаторов. Небольшие иллюминаторы имеются на некоторых стыковочных люках CBM американского сегмента.
Иллюминаторы снабжены защитными кожухами, закрытие которых управляется изнутри. Со временем иллюминаторы изнашиваются: от столкновений с микрочастицами космического мусора на их внешней поверхности появляются каверны и царапины. Для борьбы с порчей разработан специальный состав, которым будут покрывать внешнюю поверхность иллюминаторов. Пока же их периодически чистят в ходе ВКД с помощью специальных инструментов.

### Электроснабжение станции

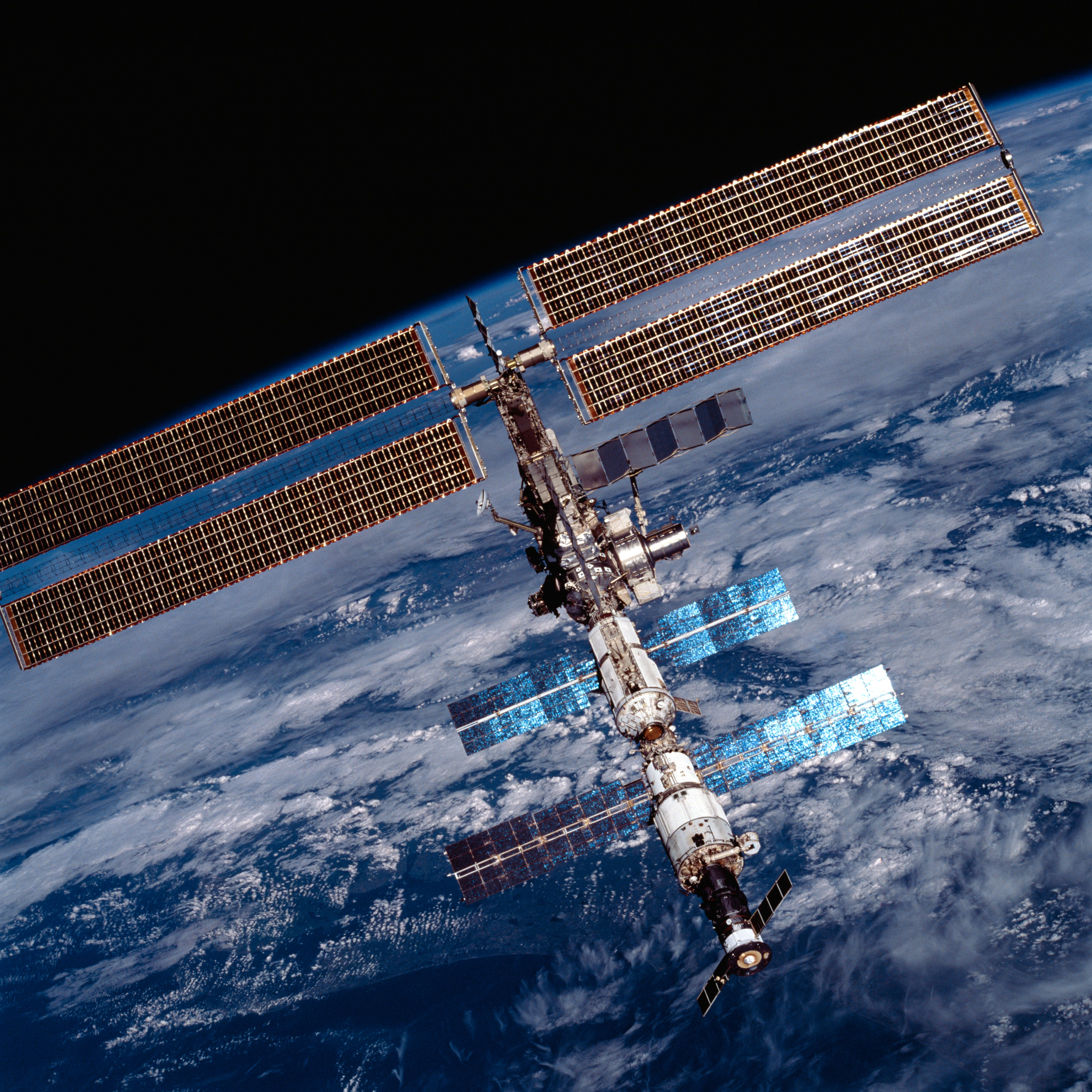
МКС в 2001 году. Видны солнечные батареи модулей «Заря» и «Звезда», а также ферменная конструкция P6 с американскими солнечными батареями

Единственным источником электрической энергии для МКС является Солнце, свет которого солнечные батареи станции преобразуют в электроэнергию.
В российском сегменте МКС используется постоянное напряжение 28 вольт, аналогичное применяемому на космических кораблях «Спейс Шаттл» и «Союз». Электроэнергия вырабатывается непосредственно солнечными батареями модулей «Заря» и «Звезда», а также передаётся с американского сегмента в российский через преобразователь напряжения ARCU (American-to-Russian converter unit) и в обратном направлении через преобразователь напряжения RACU (Russian-to-American converter unit). При разработке проекта станции планировалось, что российский сегмент станции будет обеспечиваться электроэнергией с помощью российского модуля «Научно-энергетическая платформа» (НЭП), но в 2001 году её создание было остановлено из-за нехватки средств, в то же время планировалась её доставка на МКС американским шаттлом в конце 2004 года. После катастрофы шаттла «Колумбия» в 2003 году программа сборки станции и график полётов шаттлов были пересмотрены. Среди прочего, отказались от доставки НЭП, американская сторона предложила подачу электроэнергии со своего сегмента в российский сегмент; поэтому в данный момент большая часть электроэнергии производится солнечными батареями американского сектора.
В американском сегменте солнечные батареи организованы следующим образом: две гибкие складные панели солнечных батарей образуют так называемое крыло солнечной батареи (Solar Array Wing, SAW), всего на ферменных конструкциях станции размещено четыре пары таких крыльев. Каждое крыло имеет длину 35 м и ширину 11,6 м, а его полезная площадь составляет 298 м², при этом вырабатываемая им суммарная мощность может достигать 32,8 кВт. Солнечные батареи генерируют первичное постоянное напряжение от 115 до 173 вольт, которое затем с помощью блоков DDCU (англ. Direct Current to Direct Current Converter Unit) трансформируется во вторичное стабилизированное постоянное напряжение величиной 124 вольта. Это стабилизированное напряжение непосредственно используется для питания электрооборудования американского сегмента станции.

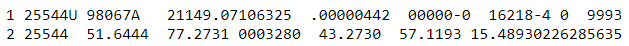
29.05.2021 1:42:19

Станция совершает один оборот вокруг Земли примерно за 90 минут (исходя из последних TLE данных станции на 29 мая 2021 за 92,32 минуты, то есть за 1 час 32 минуты 58 секунд) и около половины этого времени проводит в тени Земли, где солнечные батареи не работают. Тогда её электроснабжение происходит от буферных аккумуляторных батарей, которые восполняют заряд при выходе МКС из земной тени. Срок службы первоначальных никель-водородных аккумуляторных батарей 6,5 лет; ожидается, что за время жизни станции их будут неоднократно заменять. Первая замена аккумуляторных батарей была осуществлена в ходе полёта шаттла «Индевор» STS-127 в июле 2009 года. Новый цикл замены был начат после доставки первой группы аккумуляторных батарей грузовым кораблём HTV Kounotori 6 в декабре 2016 года, вторая группа, не последняя, была доставлена в сентябре 2018 года HTV Kounotori 7.

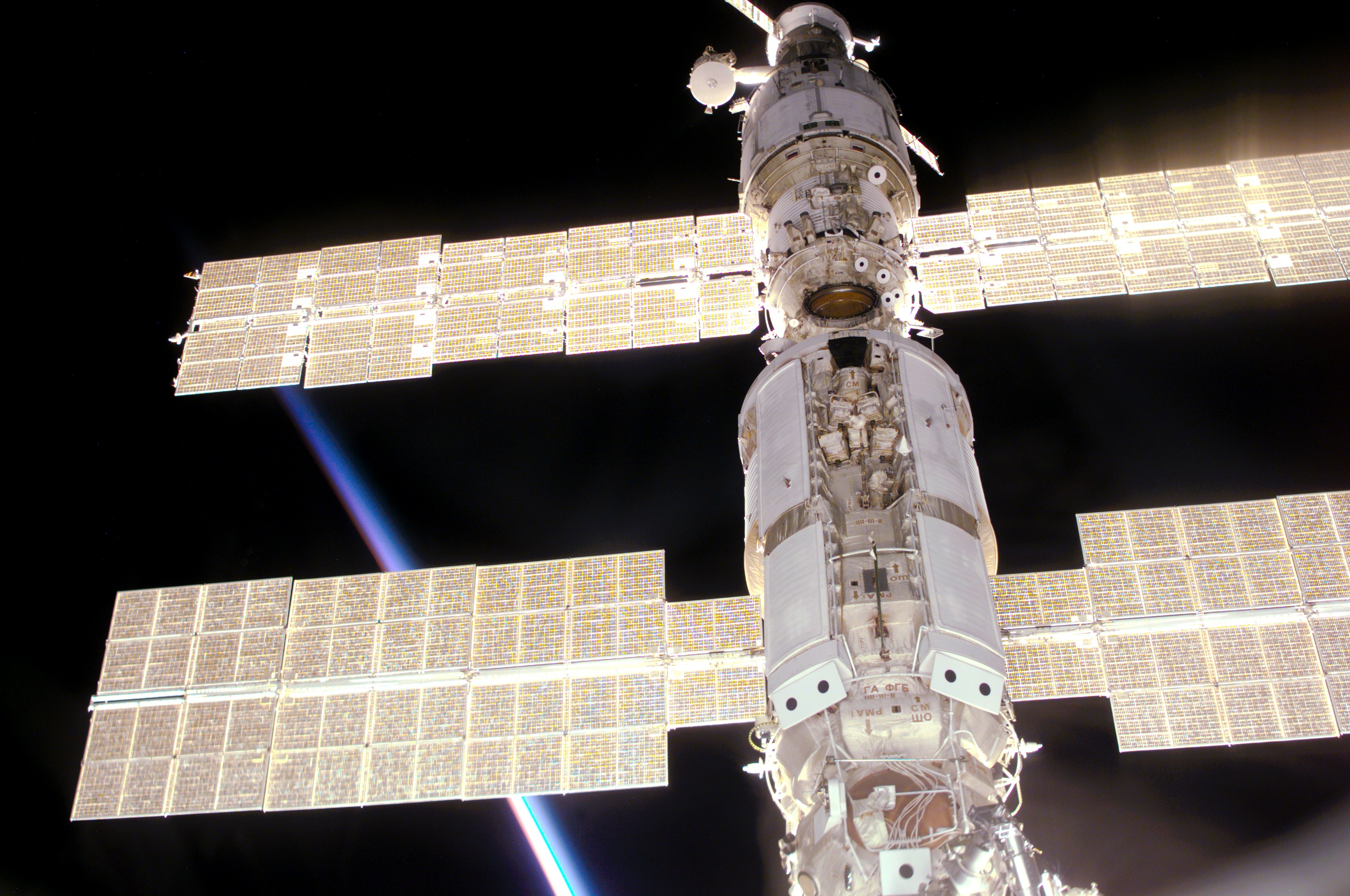
Солнечная батарея на МКС

При нормальных условиях солнечные батареи американского сектора отслеживают Солнце, чтобы увеличить до максимума выработку энергии. Солнечные батареи наводятся на Солнце с помощью приводов «Альфа» и «Бета». На станции установлено два привода «Альфа», которые поворачивают вокруг продольной оси ферменных конструкций сразу несколько секций с расположенными на них солнечными батареями: первый привод поворачивает секции от P4 до P6, второй — от S4 до S6. Каждому крылу солнечной батареи соответствует свой привод «Бета», который обеспечивает вращение крыла относительно его продольной оси.
Когда МКС находится в тени Земли, солнечные батареи переводятся в режим Night Glider mode («Режим ночного планирования»), при этом они поворачиваются краем по направлению движения, чтобы уменьшить сопротивление атмосферы, которая присутствует на высоте полёта станции.
29 апреля 2019 года на Международной космической станции зафиксировали проблему в системе энергоснабжения. Как сообщило НАСА, команды работают над выявлением причины и восстановлением электропитания в системе, непосредственной причины для беспокойства за экипаж станции нет.

### Микрогравитация
Притяжение Земли на высоте орбиты станции составляет 88-90 % от притяжения на уровне моря. Состояние невесомости обусловлено постоянным свободным падением МКС, которое, согласно принципу эквивалентности, равнозначно отсутствию притяжения. Однако состояние тел на станции несколько отличается от полной невесомости (и зачастую описывается как микрогравитация) из-за четырёх эффектов:
- Тормозящее давление остаточной атмосферы.
- Вибрационные ускорения из-за работы механизмов и перемещения экипажа станции.
- Коррекция орбиты.
- Приливные ускорения относительно центра тяжести станции ввиду неоднородности гравитационного поля Земли.

Все эти факторы создают квазистатические ускорения, достигающие значений 10−6 g, и высокочастотные колебания ускорения с амплитудой до 10−2 g.

### Атмосфера
На станции поддерживается атмосфера, близкая к земной. Нормальное атмосферное давление на МКС — 101,3 килопаскаля, такое же, как на уровне моря на Земле. Атмосфера на МКС не совпадала с атмосферой, поддерживаемой в шаттлах, поэтому после пристыковки космического челнока происходило выравнивание давлений и состава газовой смеси по обе стороны шлюза. Примерно с 1999 по 2004 годы в NASA существовал и разрабатывался проект IHM (Inflatable Habitation Module), в котором планировалось использование давления атмосферы на станции для развёртывания и создания рабочего объёма дополнительного обитаемого модуля. Корпус этого модуля предполагалось изготовить из кевларовой ткани с герметичной внутренней оболочкой из газонепроницаемого синтетического каучука. Однако в 2005 году по причине нерешённости большинства проблем, поставленных в проекте (в частности, проблемы защиты от частиц космического мусора), программа IHM была закрыта.

### Средства связи
Передача телеметрии и обмен научными данными между станцией и центрами управления полётом осуществляется с помощью радиосвязи. Кроме того, средства радиосвязи используются во время операций по сближению и стыковке, их применяют для аудио- и видеосвязи между членами экипажа и с находящимися на Земле специалистами по управлению полётом, а также родными и близкими космонавтов. Таким образом, МКС оборудована внутренними и внешними многоцелевыми коммуникационными системами.
Российский сегмент МКС поддерживает связь с Землёй напрямую с помощью радиоантенны «Лира», установленной на модуле «Звезда». «Лира» даёт возможность использовать спутниковую систему ретрансляции данных «Луч». Эту систему использовали для связи со станцией «Мир», но в 1990-х годах она пришла в упадок и в настоящее время не применяется. Для восстановления работоспособности системы в 2012 году был запущен «Луч-5А». В мае 2014 года на орбите действуют 3 спутника многофункциональной космической системы ретрансляции «Луч» — «Луч-5А», «Луч-5Б» и «Луч-5В». В 2014 году запланирована установка на российский сегмент станции специализированной абонентской аппаратуры.
Другая российская система связи, «Восход-М», обеспечивает телефонную связь между модулями «Звезда», «Заря», «Пирс», «Поиск» и американским сегментом, а также УКВ-радиосвязь с наземными центрами управления, используя для этого внешние антенны модуля «Звезда».
В американском сегменте для связи в S-диапазоне (передача звука) и Ku-диапазоне (передача звука, видео, данных) применяются две отдельные системы, расположенные на ферменной конструкции Z1. Радиосигналы от этих систем передаются на американские геостационарные спутники TDRSS, что позволяет поддерживать практически непрерывный контакт с центром управления полётами в Хьюстоне. Данные с «Канадарм2», европейского модуля «Коламбус» и японского «Кибо» перенаправляются через эти две системы связи, однако американскую систему передачи данных TDRSS со временем дополнят европейская спутниковая система (EDRS) и аналогичная японская. Связь между модулями осуществляется по внутренней цифровой беспроводной сети.
Во время выходов в открытый космос космонавты используют УКВ-передатчик дециметрового диапазона. УКВ-радиосвязью также пользуются во время стыковки или расстыковки космические аппараты «Союз», «Прогресс», HTV, ATV и «Спейс шаттл» (шаттлы применяли также передатчики S- и Ku-диапазонов посредством TDRSS). С её помощью эти космические корабли получают команды от центров управления полётом или от членов экипажа МКС. Автоматические космические аппараты оборудованы собственными средствами связи. Так, корабли ATV используют во время сближения и стыковки специализированную систему Proximity Communication Equipment (PCE), оборудование которой располагается на ATV и на модуле «Звезда». Связь осуществляется через два полностью независимых радиоканала S-диапазона. PCE начинает функционировать, начиная с относительных дальностей около 30 километров, и отключается после стыковки ATV к МКС и перехода на взаимодействие по бортовой шине MIL-STD-1553. Для точного определения относительного положения ATV и МКС используется система установленных на ATV лазерных дальномеров, делающая возможной точную стыковку со станцией.
Станция оборудована примерно сотней портативных компьютеров ThinkPad от IBM и Lenovo, моделей A31 и T61P, работающих под управлением операционной системы Debian GNU/Linux. Это обычные серийные компьютеры, которые, однако, были доработаны для применения в условиях МКС; в частности, в них переделаны разъёмы, система охлаждения, учтено используемое на станции бортовое напряжение 28 вольт, а также выполнены требования безопасности для работы в невесомости. С января 2010 года на станции для американского сегмента организован прямой доступ в Интернет. Компьютеры на борту МКС соединены с помощью Wi-Fi в беспроводную сеть и связаны с Землёй на скорости 3 Мбит/c (МКС-Земля) и 10 Мбит/с (Земля-МКС), что сравнимо с домашним ADSL-подключением.

### Санузел для космонавтов

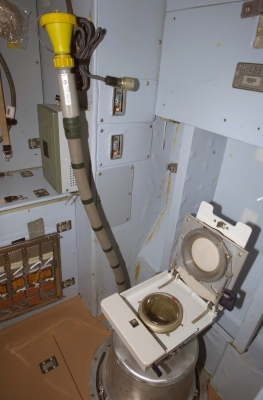
Космический туалет на модуле «Звезда»

На МКС 3 санузла: европейского, американского и российского производства. Они находятся на модулях «Звезда» и «Транквиллити». Унитаз на ОС предназначен как для мужчин, так и для женщин, выглядит точно так же, как на Земле, но имеет ряд конструктивных особенностей. Унитаз снабжён фиксаторами для ног и держателями для бёдер, в него вмонтированы мощные воздушные насосы. Космонавт пристёгивается специальным пружинным креплением к сиденью унитаза, затем включает мощный вентилятор и открывает всасывающее отверстие, куда воздушный поток уносит все отходы. Затем, жидкие отходы удаляются с помощью шланга, подсоединённого к передней части туалета, с анатомически правильными «переходниками для воронки мочи», прикреплёнными к трубке, с тем, чтобы мужчины и женщины могли пользоваться одним туалетом. Очищаемая моча собирается и передаётся в систему рекуперации воды, где она перерабатывается в питьевую воду.
Воздух из туалетов перед попаданием в жилые помещения обязательно фильтруется для очистки от бактерий и запаха.
В декабре 2020 года кораблём Cygnus CRS NG-14 на станцию доставлен и установлен туалет американского производства — UWMS (Universal Waste Management System), который установлен в модуле «Транквиллити». С прибытием в 2021 году на станцию модуля «Наука» количество туалетов было доведено до четырёх.

### Режим работы экипажа
На МКС используется среднее время по Гринвичу (GMT). Через каждые 16 восходов/закатов закрываются иллюминаторы станции, чтобы создать иллюзию ночного затемнения. Команда обычно просыпается в 7 часов утра (UTC) и обычно работает около 10 часов каждый будний день и около пяти часов — каждую субботу. Во время визитов шаттлов экипаж МКС следовал Mission Elapsed Time (MET) — общему полётному времени шаттла, которое не было привязано к конкретному часовому поясу, а считалось исключительно от времени старта космического челнока. Экипаж МКС заранее сдвигал время своего сна перед прибытием челнока и возвращался к прежнему режиму после его отбытия.

### Теплица
В меню на МКС с 10 августа 2015 года была официально включена свежая зелень (салат латук), выращенная в условиях микрогравитации на орбитальной плантации Veggie. Многие СМИ сообщали, что космонавты впервые попробовали собственно выращенную еду, но аналогичный эксперимент ранее был проведён на станции «Мир».

## Полёты к МКС
Все долговременные экспедиции называются «МКС-N», где N — номер, который увеличивается на единицу после каждой экспедиции. Длительность экспедиции обычно составляет полгода. Началом экспедиции считается отбытие предыдущего экипажа.

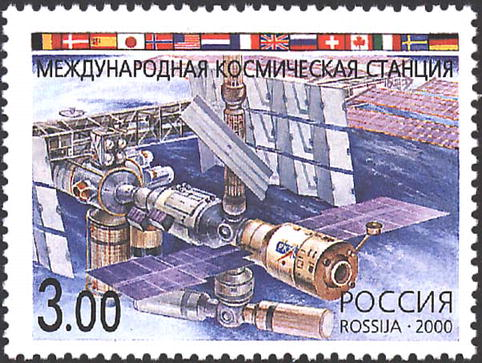
МКС со флагами стран — участниц проекта на почтовой марке России 2000 года из серии «Международное сотрудничество в космосе»

Долговременные экипажи нумеруются таким образом, что в названии экипажа присутствуют номера тех экспедиций, в которых они задействованы. Если экипаж работает в нескольких экспедициях, то название экипажа содержит номера этих экспедиций, разделённые косой чертой. Например: Экипаж МКС-44/45/46. Иногда прилетевшие одним кораблём на МКС члены экипажа могут пробыть на станции разное время и улетать на разных кораблях.
По соглашению сторон, российский экипаж из трёх человек должен был постоянно работать в своём сегменте, четыре астронавта в американском сегменте делят время пропорционально вкладам в строительство станции: США — около 76 %, Япония — 13 %, ЕКА — 8 % и Канада — 3 %.
МКС — это самый посещаемый орбитальный космический комплекс в истории космонавтики. Если не считать повторных посещений, то к 2017 году на МКС побывало 224 космонавта (на станции «Мир» — 104).
22 ноября 2010 года длительность непрерывного пребывания людей на борту МКС превысила 3641 день, тем самым был побит рекорд, принадлежащий станции «Мир».
К февралю 2017 года на станции побывали 50 долговременных экспедиций, в составе которых работали 226 человек (из них 34 женщины) из 18 стран мира: 46 российских космонавтов, 142 американских астронавта, 17 европейских, 8 японских, 7 канадских, по одному из ЮАР, Бразилии, Малайзии, Южной Кореи, Казахстана и Великобритании, а также 7 космических туристов, причём один турист (Чарльз Симони) посетил станцию дважды.
27 сентября 2023 года завершён самый длительный полёт космонавтов в истории Международной космической станции. Космонавты Сергей Прокопьев, Дмитрий Петелин и астронавт Франсиско Рубио пробыли в космосе беспрерывно с 21 сентября 2022 по 27 сентября 2023 года.

## Орбита станции
МКС рассчитана на работу на орбитах с высотой от 270 до 500 км. Это диктуется несколькими причинами:
- Нижняя граница орбиты: Торможение об атмосферу
Чем меньше высота орбиты, тем больше торможение об атмосферу и тем чаще необходимо проводить коррекцию повышения орбиты. Это требует дополнительных затрат топлива. Из-за этого обращение МКС на высоте менее 270 км нежелательно.
- Верхняя граница орбиты: Космическая радиация
Чем больше высота орбиты, тем большую дозу космического облучения получают космонавты и приборы. За отметкой 500 км уровень радиации резко повышается, так как выше этого уровня идут радиационные пояса. По этому критерию орбиты длительных пилотируемых полётов не делают выше 500 км.
- Корабли снабжения
«Союз» и «Прогресс» сертифицированы на работу на высоты до 460 км при спуске корабля (в том числе затраты топлива на торможение, для управляемого схода с орбиты в заданном районе) и до 425 км при стыковке корабля (в том числе затраты топлива на маневрирование и причаливание)[143]. Это является практической верхней границей орбиты МКС.

Ранее в качестве кораблей снабжения также использовался Спейс Шаттл. Поэтому приходилось держать орбиту в диапазоне 320—350 км. В связи с прекращением программы Спейс Шаттл это ограничение было снято и орбита МКС была поднята до более приемлемых 400—420 км.

### Коррекция высоты орбиты

График высоты МКС

Высота орбиты МКС постоянно изменяется. За счёт трения о разрежённую атмосферу происходит постепенное торможение и потеря высоты. Атмосферное сопротивление снижает высоту в среднем примерно на 2 км в месяц.
Орбита станции корректируется с помощью собственных двигателей (до лета 2000 года — ФГБ «Заря», после — СМ «Звезда») и двигателей приходящих транспортных кораблей, которые также производят дозаправку топлива. Одно время ограничивались компенсацией снижения. С 2021 года средняя высота орбиты станции понемногу уменьшается.
Для того, чтобы снизить до минимума влияние атмосферы, станцию надо было поднять до 390—400 км. Однако для увеличения общей полезной нагрузки американских шаттлов её приходилось удерживать ниже, корректируя лишь пару раз в год.
Если ранее в среднем для удержания МКС на орбите 350 км в год требовалось 8600 кг топлива, то с повышением её до 400 км требуется только 3600 кг. Так например, только три грузовых корабля ATV — «Жюль Верн» (2008), «Иоганн Кеплер» (2011) и «Эдоардо Амальди» (2012) — вместе выполнили 25 манёвров, чтобы обеспечить приращение скорости 67 м/с при расходе 8400 кг топлива. Расход топлива для управления ориентацией при этом дополнительно составил 1926 кг. Увеличение массы МКС на 40 % в период сборки с 2008 по 2011 год также привело к увеличению затрат топлива для коррекции.
В связи с окончанием программы полёта шаттлов ограничение высоты было снято. Повышение орбиты позволило существенно сэкономить на доставке топлива и тем самым увеличить количество продуктов питания, воды и других полезных грузов, доставляемых транспортными кораблями.
Помимо компенсации торможения, несколько раз в год орбита станции корректируется для уклонения от космического мусора.
С момента запуска станции до 17 октября 2022 года её орбита корректировалась 327 раз, из них 176 — двигателями кораблей «Прогресс».

## Научные исследования

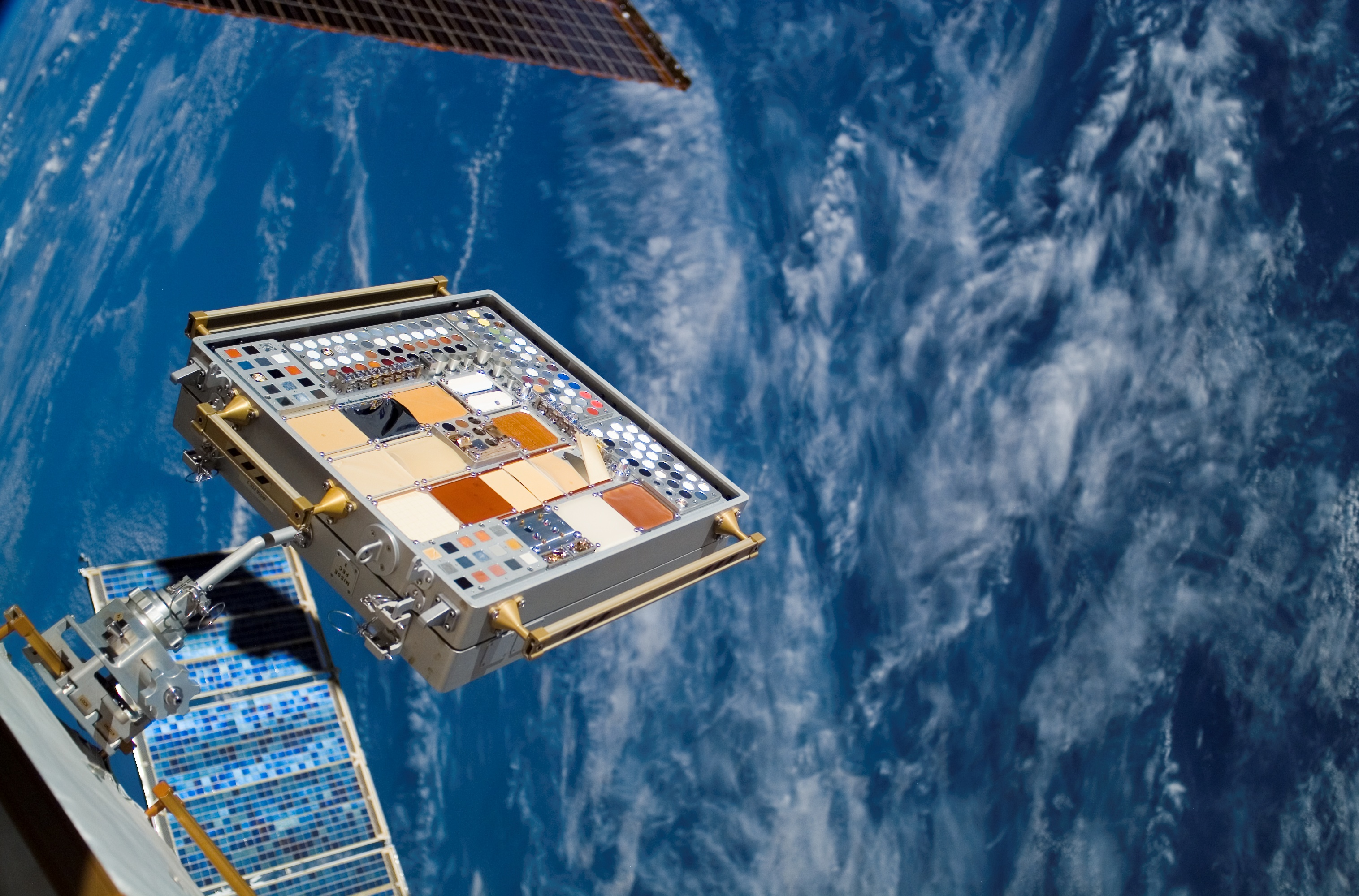
Экспериментальные образцы, экспонируемые в открытом космосе. 13 августа 2007 года

Одной из основных целей при создании МКС являлась возможность проведения на станции экспериментов, требующих наличия уникальных условий космического полёта: микрогравитации, вакуума, космических излучений, не ослабленных земной атмосферой. Главные области исследований включают в себя биологию (в том числе биомедицинские исследования и биотехнологию), физику (включая физику жидкостей, материаловедение и квантовую физику), астрономию, космологию и метеорологию. Исследования проводятся с помощью научного оборудования, в основном расположенного в специализированных научных модулях-лабораториях; часть оборудования для экспериментов, требующих вакуума, закреплена снаружи станции, вне её гермообъёма.

### Научные модули МКС
В составе станции находятся три специальных научных модуля — американская лаборатория «Дестини», запущенная в феврале 2001 года, европейский исследовательский модуль «Коламбус», доставленный на станцию в феврале 2008 года, и японский исследовательский модуль «Кибо». В европейском исследовательском модуле оборудованы 10 стоек, в которых устанавливаются приборы для исследований в различных разделах науки. Некоторые стойки специализированы и оборудованы для исследований в области биологии, биомедицины и физики жидкостей. Остальные стойки — универсальные, в них оборудование может меняться в зависимости от проводимых экспериментов.
Японский исследовательский модуль «Кибо» состоит из нескольких частей, которые последовательно доставлялись и монтировались на орбите. Первый отсек модуля «Кибо» — герметичный экспериментально-транспортный отсек (англ. JEM Experiment Logistics Module — Pressurized Section) был доставлен на станцию в марте 2008 года, в ходе полёта шаттла «Индевор» STS-123. Последняя часть модуля «Кибо» была присоединена к станции в июле 2009 года, когда шаттл доставил на МКС негерметичный экспериментально-транспортный отсек (англ. Experiment Logistics Module, Unpressurized Section).
Россия имеет на орбитальной станции два «Малых исследовательских модуля» (МИМ) — «Поиск» и «Рассвет». Кроме того, в 2021 году на МКС доставлен многофункциональный лабораторный модуль «Наука» (МЛМ). Полноценными научными возможностями обладает только последний, количество научной аппаратуры, размещённой на двух МИМ, минимально.

### Совместные эксперименты
Международная природа проекта МКС способствует проведению совместных научных экспериментов. Наиболее широко подобное сотрудничество развивают европейские и российские научные учреждения под эгидой ЕКА и Федерального космического агентства России. Известными примерами такого сотрудничества стали эксперимент «Плазменный кристалл», посвящённый физике пылевой плазмы, и проводимый Институтом внеземной физики Общества Макса Планка, Институтом высоких температур и Институтом проблем химической физики РАН, а также рядом других научных учреждений России и Германии, медико-биологический эксперимент «Матрёшка-Р», в котором для определения поглощённой дозы ионизирующих излучений используются манекены — эквиваленты биологических объектов, созданные в Институте медико-биологических проблем РАН и Кёльнском институте космической медицины.
Российская сторона также является подрядчиком при проведении контрактных экспериментов ЕКА и Японского агентства аэрокосмических исследований. Например, российские космонавты проводили испытания робототехнической экспериментальной системы ROKVISS (англ. Robotic Components Verification on ISS — испытания робототехнических компонентов на МКС), разработанной в Институте робототехники и механотроники, расположенном в Веслинге, неподалёку от Мюнхена, Германия.

### Российские исследования

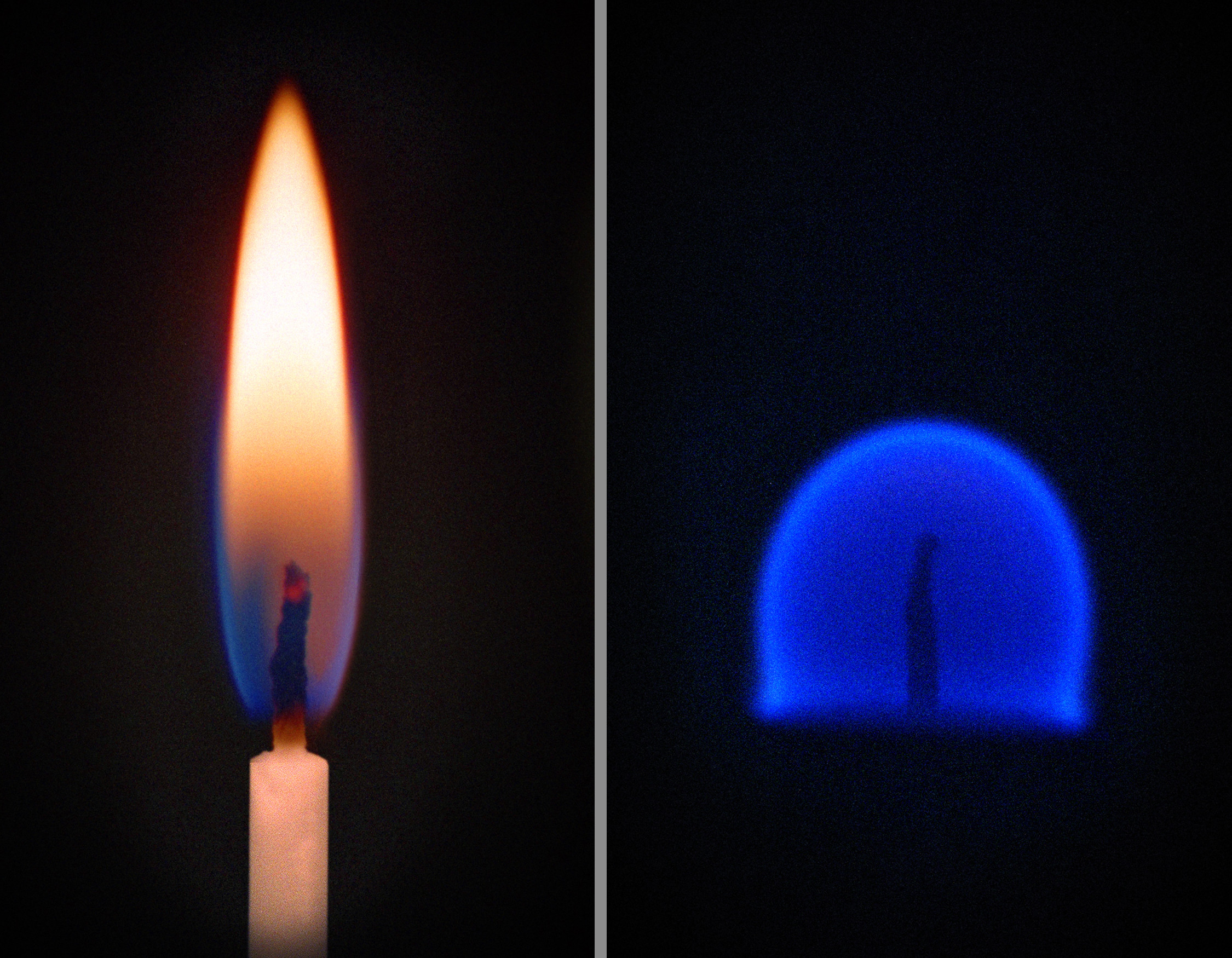
Сравнение между горением свечи на Земле (слева) и в условиях микрогравитации на МКС (справа)

В 1995 году среди российских научных и образовательных учреждений, промышленных организаций был объявлен конкурс на проведение научных исследований на российском сегменте МКС. По одиннадцати основным направлениям исследований было получено 406 заявок от восьмидесяти организаций. После оценки специалистами РКК «Энергия» технической реализуемости этих заявок в 1999 году была принята «Долгосрочная программа научно-прикладных исследований и экспериментов, планируемых на российском сегменте МКС». Программу утвердили президент РАН Ю. С. Осипов и генеральный директор Российского авиационно-космического агентства (ныне ФКА) Ю. Н. Коптев. Первые исследования на российском сегменте МКС были начаты первой пилотируемой экспедицией в 2000 году.
Согласно первоначальному проекту МКС, предполагалось выведение двух крупных российских исследовательских модулей (ИМ). Электроэнергию, необходимую для проведения научных экспериментов, должна была предоставлять Научно-энергетическая платформа (НЭП). Однако из-за недофинансирования и задержек при строительстве МКС все эти планы были отменены в пользу постройки единственного научного модуля, не требовавшего больших затрат и дополнительной орбитальной инфраструктуры. Значительная часть исследований, проводимых Россией на МКС, является контрактной или совместной с зарубежными партнёрами.
В настоящее время на МКС проводятся различные медицинские, биологические, физические исследования.

### Исследования на американском сегменте

Вирус Эпштейна — Барр, показанный с помощью техники окрашивания флюоресцентными антителами

США проводят широкую программу исследований на МКС. Многие из этих экспериментов являются продолжением исследований, проводившихся ещё в полётах шаттлов с модулями «Спейслаб» и в совместной с Россией программе «Мир — Шаттл». В качестве примера можно привести изучение патогенности одного из возбудителей герпеса, вируса Эпштейна — Барр. По данным статистики, 90 % взрослого населения США являются носителями латентной формы этого вируса. В условиях космического полёта происходит ослабление работы иммунной системы, вирус может активизироваться и стать причиной заболевания члена экипажа. Эксперименты по изучению вируса были начаты в полёте шаттла STS-108.

### Европейские исследования

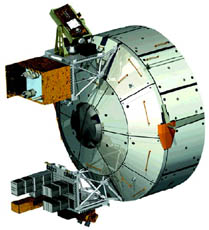
Солнечная обсерватория, установленная на модуле «Коламбус»

На европейском научном модуле «Коламбус» предусмотрено 10 унифицированных стоек для размещения полезной нагрузки (ISPR). Часть из них, по соглашению, будет использоваться в экспериментах НАСА. Для нужд ЕКА в стойках установлено следующее научное оборудование: лаборатория Biolab для проведения биологических экспериментов, лаборатория Fluid Science Laboratory для исследований в области физики жидкости, установка для экспериментов по физиологии European Physiology Modules, а также универсальная стойка European Drawer Rack, содержащая оборудование для проведения опытов по кристаллизации белков (PCDF).
Во время STS-122 были установлены и внешние экспериментальные установки для модуля «Коламбус»: выносная платформа для технологических экспериментов EuTEF и солнечная обсерватория SOLAR. Планируется добавить внешнюю лабораторию по проверке ОТО и теории струн Atomic Clock Ensemble in Space.

### Японские исследования
В программу исследований, проводимых на модуле «Кибо», входит изучение процессов глобального потепления на Земле, озонового слоя и опустынивания поверхности, проведение астрономических исследований в рентгеновском диапазоне.
Запланированы эксперименты по созданию крупных и идентичных белковых кристаллов, которые призваны помочь понять механизмы болезней и разработать новые методы лечения. Кроме этого, будет изучаться действие микрогравитации и радиации на растения, животных и людей, а также будут проводиться опыты по робототехнике, в области коммуникаций и энергетики.
В апреле 2009 года японский астронавт Коити Ваката на МКС провёл серию экспериментов, которые были отобраны из числа предложенных простыми гражданами.

## Корабли доставки
Экипажи пилотируемых экспедиций на МКС доставляются до станции на ТПК «Союз» и Crew Dragon. Начиная с 2013 года полёты «Союзов» осуществляются по «короткой» шестичасовой схеме. До марта 2013 года все экспедиции летали на МКС по двухсуточной схеме. До июля 2011 года доставка грузов, монтаж элементов станции, ротация экипажей, помимо кораблей «Союз», осуществлялись в рамках программы «Спейс шаттл», пока программа не была завершена.
Таблица первых и последних полётов пилотируемых и транспортных кораблей всех модификаций к МКС:
| Корабль                 | Тип          | Страна / заказчик | Первый полёт (дата стыковки) | Последний полёт | Успешных рейсов | Аварийных рейсов | Комментарии                                               |
| ----------------------- | ------------ | ----------------- | ---------------------------- | --------------- | --------------- | ---------------- | --------------------------------------------------------- |
| Действующие программы   |              |                   |                              |                 |                 |                  |                                                           |
| Союз                    | пилотируемый | / Роскосмос       | 2 ноября 2000                | 8 апреля 2025   | 72              | 1                | ротация экипажей и аварийная эвакуация                    |
| Прогресс                | грузовой     | / Роскосмос       | 9 августа 2000               | 1 марта 2025    | 91              | 3                | доставка грузов                                           |
| Cygnus                  | грузовой     | / NASA            | 29 сентября 2013             | 6 августа 2024  | 21              | 1                | доставка грузов                                           |
| Crew Dragon (Dragon 2)  | пилотируемый | / NASA            | 3 марта 2019 (без экипажа)   | 16 марта 2025   | 15              | 0                | ротация экипажей и аварийная эвакуация                    |
| Cargo Dragon (Dragon 2) | грузовой     | / NASA            | 7 декабря 2020               | 22 апреля 2025  | 12              | 0                | доставка и возвращение грузов                             |
| Starliner               | пилотируемый | / NASA            | 20 мая 2022 (без экипажа)    | 6 июня 2024     | 2               | 1                | ротация экипажей и аварийная эвакуация                    |
| Завершённые программы   |              |                   |                              |                 |                 |                  |                                                           |
| Спейс шаттл             | пилотируемый | / NASA            | 7 декабря 1998               | 10 июля 2011    | 37              | 0                | ротация экипажей, доставка грузов и части модулей станции |
| ATV                     | грузовой     | / ESA             | 3 апреля 2008                | 12 августа 2014 | 5               | 0                | доставка грузов                                           |
| Dragon                  | грузовой     | / NASA            | 25 мая 2012                  | 9 марта 2020    | 21              | 1                | доставка и возвращение грузов                             |
| HTV (Kounotori)         | грузовой     | / JAXA            | 17 сентября 2009             | 25 мая 2020     | 9               | 0                | доставка грузов                                           |

### Планируемые
По программе НАСА Commercial Resupply Services идёт разработка коммерческого проекта
- Dream Chaser — многоразовый орбитальный космоплан для доставки и возвращения грузов (не ранее III квартала 2025 года).

JAXA
- HTV-X — модифицированная версия грузового аппарата HTV (не ранее 2025 года).

### Отменённые
- Российско-европейский корабль Crew Space Transportation System[англ.] создавался на основе «Союзов» для ротации экипажей и доставки грузов (не ранее 2017 года, отменён)[168].
- Предполагалось, что частью программы НАСА под названием Commercial Orbital Transportation Services станет космический корабль K-1 Vehicle, созданный Rocketplane Kistler[англ.], его полёт был запланирован на 2009 год. 18 октября 2007 года НАСА разорвало соглашение с Rocketplane Kistler, так как компания не смогла привлечь дополнительные средства от частных инвесторов и удовлетворить требованиям герметичности для грузового модуля[169]. Впоследствии НАСА объявило, что оставшиеся из переданных проекту 175 миллионов долларов могут быть доступны другим компаниям[170]. 19 февраля 2008 года НАСА выделила Orbital Sciences Corporation 170 млн долларов на разработку космического корабля «Сигнус» в рамках своей программы COTS[171].
- Также предполагалось, что кораблём для ротации экипажей и доставки грузов сможет стать с 2012 года российский космический челнок «Клипер», однако с 1 июня 2006 года в РКК «Энергия» все работы над этим кораблём были остановлены[172].
- Российский пилотируемый корабль нового поколения «Орёл» (не ранее 2024 года, полёты к МКС отменены).

## Вопросы безопасности
По правилам безопасности на борту станции должно быть три скафандра — два основных и один запасной.

### Космический мусор

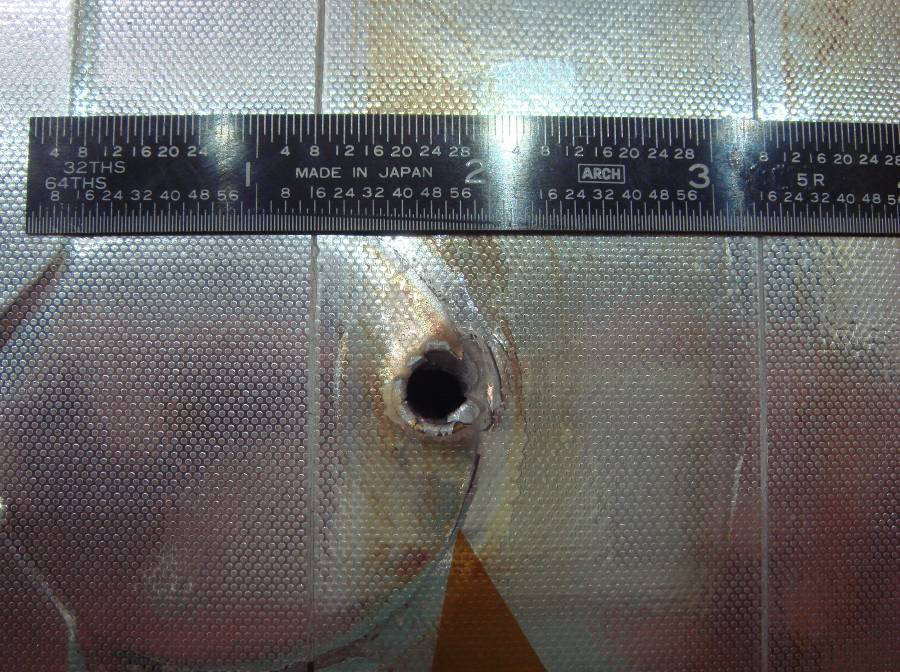
Отверстие в панели радиатора шаттла Индевор STS-118, образовавшееся в результате столкновения с космическим мусором

Поскольку МКС движется по сравнительно невысокой орбите, существует определённая вероятность столкновения станции или космонавтов, выходящих в открытый космос, с так называемым космическим мусором. К таковому могут быть причислены как крупные объекты вроде ракетных ступеней или выбывших из строя спутников, так и мелкие вроде шлака от твердотопливных ракетных двигателей, хладагентов из реакторных установок спутников серии УС-А, иных веществ и объектов. Кроме того, дополнительную угрозу таят в себе природные объекты наподобие микрометеоритов. Учитывая космические скорости на орбите, даже малые объекты способны нанести серьёзный урон станции, а в случае возможного попадания в скафандр космонавта микрометеориты могут пробить оболочку скафандра и вызвать разгерметизацию.
Чтобы избежать подобных столкновений, с Земли ведётся удалённое наблюдение за передвижением элементов космического мусора. Если на определённом расстоянии от МКС появляется такая угроза, экипаж станции получает соответствующее предупреждение, и выполняется так называемый «разворот (манёвр) уклонения» (англ. Debris Avoidance Manoeuvre). Двигательная установка выдаёт импульс, уводящий станцию на более высокую орбиту во избежание столкновения. Если опасность обнаружена слишком поздно, экипаж эвакуируется из МКС на космических кораблях «Союз». Частичная эвакуация по указанной причине происходила на МКС несколько раз, в частности, 6 апреля 2003, 13 марта 2009, 29 июня 2011 и 24 марта 2012 года.

### Радиация
В отсутствие массивного атмосферного слоя, который окружает людей на Земле, космонавты на МКС подвергаются более интенсивному облучению постоянными потоками космических лучей. За сутки члены экипажа получают дозу радиации в размере около 1 миллизиверта, что примерно равнозначно облучению человека на Земле за год. Это приводит к повышенному риску развития злокачественных опухолей у космонавтов, а также ослаблению иммунной системы. Ослабление иммунитета космонавтов может способствовать распространению инфекционных заболеваний среди членов экипажа, особенно в замкнутом пространстве станции. Несмотря на предпринятые попытки по улучшению механизмов радиационной защиты, уровень проникновения радиации не сильно изменился по сравнению с показателями предыдущих исследований, проводившихся, например, на станции «Мир».
Во время мощных солнечных вспышек поток ионизирующего излучения на МКС может резко возрастать; при этом в некоторых случаях время от момента предупреждения экипажа может составлять лишь несколько минут. Так, 20 января 2005 года во время мощной солнечной вспышки и последовавшей через 15 минут после неё протонной бури экипаж МКС был вынужден перейти в укрытие в российском сегменте станции.
В среднем космонавты на МКС получают дозу 0,6 мЗв/сутки, за полгода пребывания на орбите они получают ~ 110 мЗв или 1,1 зиверта. В атомной энергетике допустимым уровнем облучения для персонала считается доза 20 мЗв/год.
Переход с 360-километровой орбиты на 410-километровую позволил заметно снизить расход топлива на поддержание орбиты МКС, но увеличил дозу экипажа примерно на 20%.

### Поверхность корпуса станции
В ходе проверки внешней обшивки МКС на соскобах с поверхности корпуса и иллюминаторов были обнаружены следы жизнедеятельности морского планктона. Также подтвердилась необходимость очистки внешней поверхности станции в связи с загрязнениями от работы двигателей космических аппаратов.

## Юридическая сторона

### Правовые уровни

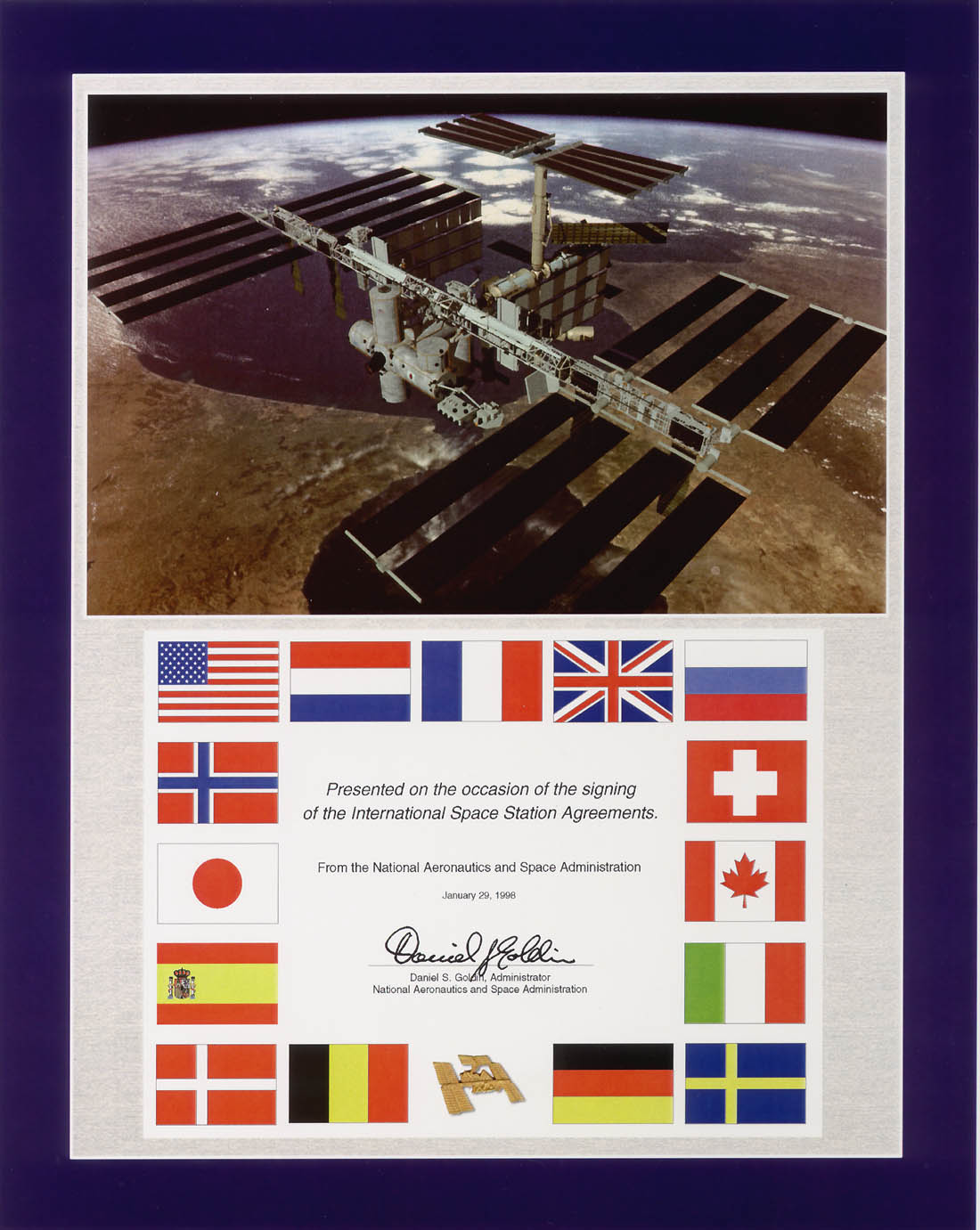
Обложка Межправительственного соглашения о космической станции, подписанного Дэниелом Голдином (бывшим директором НАСА)

Правовая структура, регулирующая юридические аспекты космической станции, является разноплановой и состоит из четырёх уровней:
- Первым уровнем, устанавливающим права и обязанности сторон, является «Межправительственное соглашение о космической станции» (англ. Space Station Intergovernmental Agreement — IGA), подписанное 29 января 1998 года пятнадцатью правительствами[Комм 4] участвующих в проекте стран — Канадой, Россией, США, Японией и одиннадцатью государствами — членами Европейского космического агентства (Бельгией, Великобританией, Германией, Данией, Испанией, Италией[Комм 5], Нидерландами, Норвегией, Францией, Швейцарией и Швецией). В статье № 1 этого документа отражены основные принципы проекта:
Это соглашение — долгосрочная международная структура на основе искреннего партнёрства, для всестороннего проектирования, создания, развития и долговременного использования обитаемой гражданской космической станции в мирных целях, в соответствии с международным правом[182]. При написании этого соглашения за основу был взят «Договор о космосе» от 1967 года[183], ратифицированный 98 странами, который заимствовал традиции международного морского и воздушного права[184].
- Первый уровень партнёрства положен в основу второго уровня, который называется «Меморандумы о взаимопонимании» (англ. Memoranda of Understanding — MOUs). Эти меморандумы представляют собой соглашения между НАСА, ФКА, ЕКА, ККА и JAXA. Меморандумы используются для более подробного описания ролей и обязанностей партнёров. Причём, поскольку НАСА является назначенным управляющим МКС, напрямую между этими организациями отдельных соглашений нет, только с НАСА.
- К третьему уровню относятся бартерные соглашения или договорённости о правах и обязанностях сторон — например, коммерческое соглашение 2005 года между НАСА и Роскосмосом, в условия которого входили одно гарантированное место для американского астронавта в составе экипажей кораблей «Союз» и часть полезного объёма для американских грузов на беспилотных «Прогрессах».
- Четвёртый правовой уровень дополняет второй («Меморандумы») и вводит в действие отдельные положения из него. Примером его является «Кодекс поведения на МКС», который был разработан во исполнение пункта 2 статьи 11 Меморандума о взаимопонимании — правовые аспекты обеспечения субординации, дисциплины, физической и информационной безопасности и другие правила поведения для членов экипажа[185].

### Структура собственности
Структура собственности проекта не предусматривает для её членов чётко установленного процента на использование космической станции в целом. Согласно статье № 5 (IGA), юрисдикция каждого из партнёров распространяется только на тот компонент станции, который за ним зарегистрирован, а нарушения правовых норм персоналом внутри или вне станции подлежат разбирательству согласно законам той страны, гражданами которой те являются.

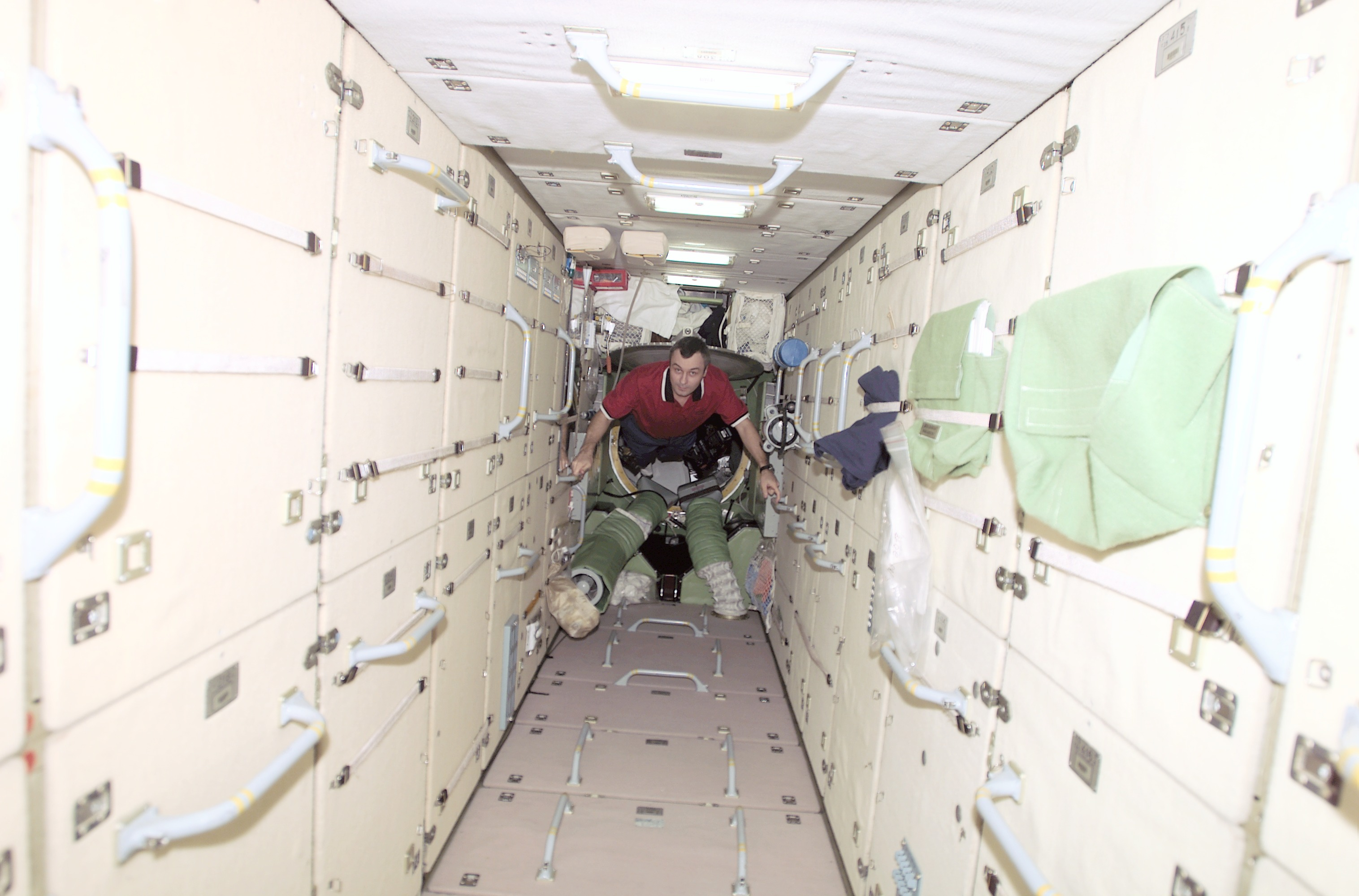
Интерьер модуля «Заря»

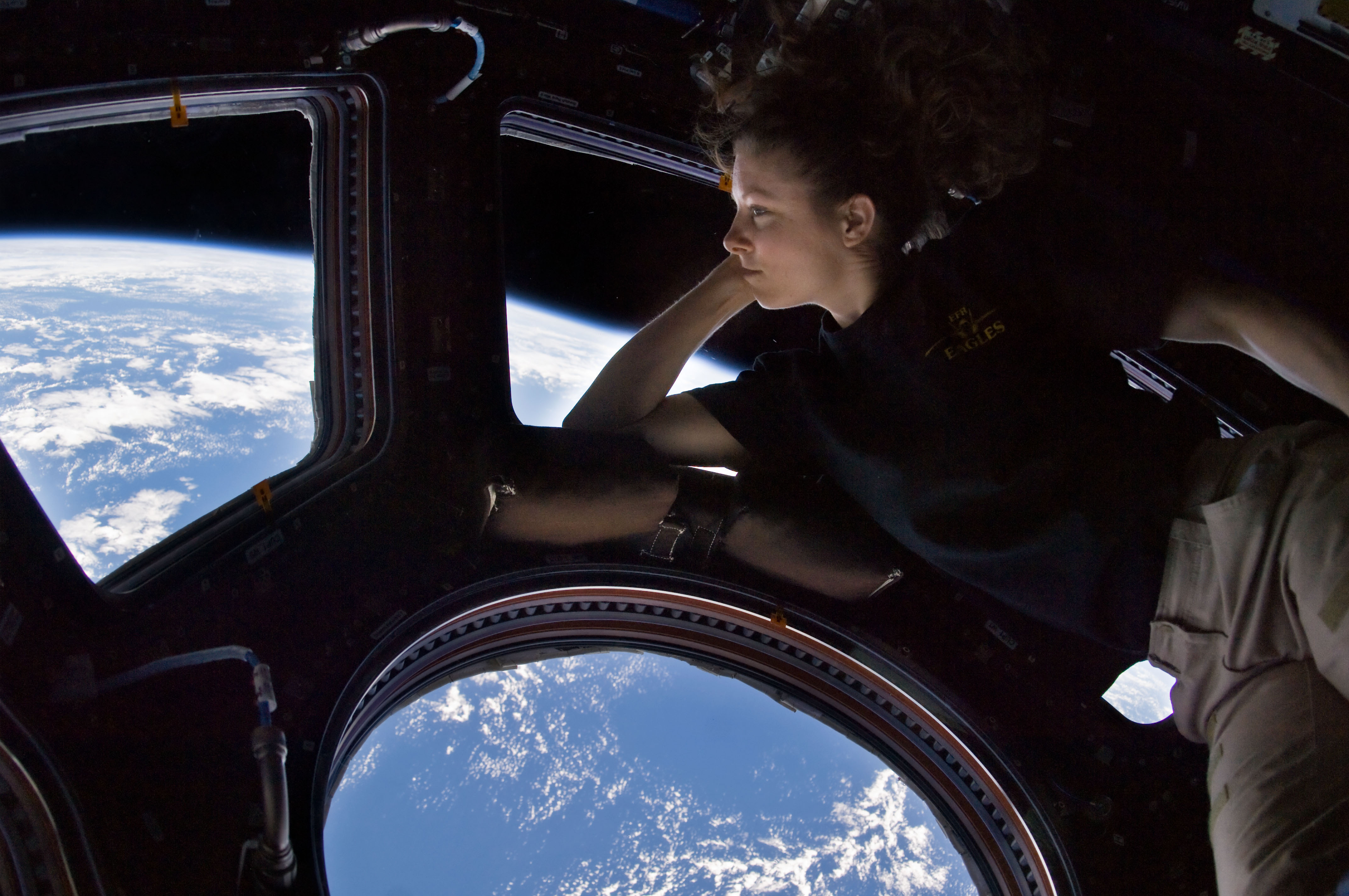
Трейси Колдуэлл в «Куполе»

Соглашения об использовании ресурсов МКС более сложные. Российские модули «Звезда», «Наука», «Поиск» и «Рассвет» изготовлены и принадлежат России, которая сохраняет право на их использование (аналогично и с модулем «Пирс» до затопления 26 июля 2021 г.). Модуль «Заря» построила и доставила на орбиту российская сторона, но на средства США, поэтому собственником данного модуля на сегодняшний день официально является НАСА. Для использования российских модулей и других компонентов станции страны-партнёры используют дополнительные двусторонние соглашения (вышеупомянутые третий и четвёртый правовые уровни).
Остальная часть станции (модули США, европейские и японские модули, ферменные конструкции, панели солнечных батарей и два робота-манипулятора) по согласованию сторон используются следующим образом (в % от общего времени использования):
1. «Коламбус» — 51 % для ЕКА, 49 % для НАСА (46,7 % НАСА и 2,3 % ККА);
2. «Кибо» — 51 % для JAXA, 49 % для НАСА (46,7 % НАСА и 2,3 % ККА);
3. «Дестини» — 100 % для НАСА (99,7 % НАСА и 2,3 % ККА).

В дополнение к этому:
- НАСА может использовать 100 % площади ферменных конструкций;
- По соглашению с НАСА, ККА может использовать 2,3 % любых нероссийских компонентов[186];
- Рабочее время экипажа, мощность от солнечных батарей, пользование вспомогательными услугами (погрузка/разгрузка, коммуникационные услуги) — 76,6 % для НАСА, 12,8 % для JAXA, 8,3 % для ЕКА и 2,3 % для ККА.

### Правовые курьёзы
До полёта первого космического туриста не существовало нормативной базы, регулирующей полёты в космос частных лиц. Но после полёта Денниса Тито страны — участницы проекта разработали «Принципы, касающиеся процессов и критериев отбора, назначения, подготовки и сертификации членов основных экипажей МКС и экспедиций посещения», которые определили такое понятие, как «Космический турист», и все необходимые вопросы для его участия в экспедиции посещения. В частности, такой полёт возможен только при наличии специфических медицинских показателей, психологической пригодности, языковой подготовки и денежного взноса.
В той же ситуации оказались и участники первой космической свадьбы в 2003 году, поскольку подобная процедура также не регулировалась никакими законами.
В 2000 году республиканское большинство в Конгрессе США приняло законодательный акт о нераспространении ракетных и ядерных технологий в Иране, согласно которому, в частности, США не могли приобретать у России оборудование и корабли, необходимые для строительства МКС. Однако после катастрофы «Колумбии», когда судьба проекта зависела от российских «Союзов» и «Прогрессов», 26 октября 2005 года конгресс был вынужден принять поправки в этот законопроект, снимающие все ограничения для «любых протоколов, соглашений, меморандумов о взаимопонимании или контрактов» до 1 января 2012 года.

## Издержки
Затраты на строительство и эксплуатацию МКС оказались гораздо больше, чем это изначально планировалось. В 2005 году, по оценке ЕКА, с начала работ над проектом МКС с конца 1980-х годов до его предполагаемого тогда окончания в 2010 году было бы израсходовано около 100 миллиардов евро (157 миллиардов долларов: для сравнения, такова цена запуска примерно трёх тысяч тяжёлых ракет, способных доставить на орбиту около 60 тысяч тонн грузов). Однако на сегодняшний день окончание эксплуатации станции планируется не ранее 2024 года, следовательно, суммарные затраты всех стран будут больше указанных.
Произвести точную оценку стоимости МКС очень непросто. К примеру, непонятно, как должен рассчитываться взнос России, так как Роскосмос использует значительно более низкие долларовые расценки, чем другие партнёры.

### НАСА
Оценивая проект в целом, больше всего расходов НАСА составляют комплекс мероприятий по обеспечению полётов и затраты на управление МКС. Другими словами, текущие эксплуатационные расходы составляют гораздо бо́льшую часть из потраченных средств, чем затраты на строительство модулей и других устройств станции, на подготовку экипажей и на корабли доставки. (см. ниже)
Расходы НАСА на МКС без учёта затрат на «Шаттлы» (см. ниже) с 1994 по 2005 год составили 25,6 миллиарда долларов. На 2005 и 2006 годы пришлось примерно 1,8 миллиарда долларов.
Оценить постатейный перечень затрат НАСА можно, например, по опубликованному космическим агентством документу, из которого видно, как распределились 1,8 миллиарда долларов, потраченных НАСА на МКС в 2005 году:
- Исследование и разработка нового оборудования — 70 миллионов долларов. Эта сумма была, в частности, направлена на разработки навигационных систем, на информационное обеспечение, на технологии по снижению загрязнения окружающей среды.
- Обеспечение полётов — 800 миллионов долларов. В эту сумму вошли, из расчёта на каждый корабль: 125 млн долларов на программное обеспечение, выходы в открытый космос, снабжение и техническое обслуживание челноков; дополнительно 150 млн долларов были потрачены на сами полёты, бортовое радиоэлектронное оборудование и на системы взаимодействия экипажа и корабля; оставшиеся 250 млн долларов пошли на общее управление МКС.
- Запуски кораблей и проведение экспедиций — 125 млн долларов на предстартовые операции на космодроме; 25 млн долларов на медицинское обслуживание; 300 млн долларов израсходовано на управление экспедициями;
- Программа полётов — 350 миллионов долларов потрачены на выработку программы полётов, на обслуживание наземного оборудования и программного обеспечения, для гарантированного и бесперебойного доступа на МКС.
- Грузы и экипажи — 140 миллионов долларов были потрачены на приобретение расходных материалов, а также на возможность осуществлять доставку грузов и экипажей на российских «Прогрессах» и «Союзах». Согласно заявлению вице-президента США Майкла Пенса, стоимость одного места на корабле «Союз» в 2018 г. обходилась НАСА около 85 миллионов долларов.[194]

Принимая во внимание планы НАСА на период с 2011 по 2017 год (см. выше), в первом приближении среднегодовой расход составляет 2,5 млрд долларов, что на последующий период с 2006 по 2017 годы составит 27,5 миллиардов долларов. Зная расходы на МКС с 1994 по 2005 год (25,6 миллиарда долларов) и сложив эти цифры, получим итоговый официальный результат — 53 миллиарда долларов.
В эту сумму не входят значительные затраты на проектирование космической станции «Фридом» в 1980-х и начале 1990-х годов и участие в совместной программе с Россией по использованию станции «Мир» в 1990-х годах. Наработки этих двух проектов многократно использовались при строительстве МКС.

### ЕКА
ЕКА вычислило, что его вклад за 15 лет существования проекта составит 9 млрд евро. Затраты на модуль «Коламбус» превышают 1,4 млрд евро (приблизительно 2,1 млрд долларов), включая затраты на наземные системы контроля и управления. Полные затраты на разработку ATV составляют приблизительно 1,35 млрд евро, при этом каждый запуск «Ариан-5» стоит приблизительно 150 млн евро.

### JAXA
Разработка японского экспериментального модуля, главного вклада JAXA в МКС, стоила приблизительно 325 миллиардов иен (примерно 2,8 миллиарда долларов).
В 2005 году JAXA ассигновало приблизительно 40 миллиардов иен (350 миллионов USD) в программу МКС. Ежегодные эксплуатационные расходы японского экспериментального модуля составляют 350—400 миллионов долларов. Кроме того, JAXA обязалось разработать и запустить транспортный корабль H-II, полная стоимость разработки которого — 1 миллиард долларов. Расходы JAXA за 24 года участия в программе МКС превысят 10 миллиардов долларов.

### Роскосмос
Значительная часть бюджета Российского космического агентства расходуется на МКС. С 1998 года было совершено более трёх десятков полётов кораблей «Союз» и «Прогресс», которые с 2003 года стали основными средствами доставки грузов и экипажей. Однако вопрос, сколько Россия тратит на станцию (в долларах США), не прост. Существующие в настоящее время[когда?] 2 модуля на орбите — производные программы «Мир», и поэтому затраты на их разработку намного ниже, чем для других модулей, однако в таком случае, по аналогии с американскими программами, следует также учесть затраты на разработку соответствующих модулей станции «Мир». Кроме того, обменный курс между рублём и долларом не даёт адекватно оценить действительные затраты Роскосмоса.
Примерное представление о расходах российского космического агентства на МКС можно получить, исходя из его общего бюджета, который на 2005 год составил 25,156 миллиарда рублей, на 2006 — 31,806, на 2007 — 32,985 и на 2008 — 37,044 миллиарда рублей. Таким образом, на станцию уходит менее полутора миллиардов долларов США в год.

### CSA
Канадское космическое агентство (Canadian Space Agency, CSA) является постоянным партнёром НАСА, поэтому Канада с самого начала участвует в проекте МКС. Вклад Канады в МКС — это мобильная система техобслуживания, состоящая из трёх частей: подвижной тележки, которая может передвигаться вдоль ферменной конструкции станции, робота-манипулятора «Канадарм2» (Canadarm2), который установлен на подвижной тележке, и специального манипулятора «Декстр» (Dextre). По оценкам, за прошедшие 20 лет CSA вложило в станцию 1,4 миллиарда канадских долларов.

## Критика
За всю историю космонавтики МКС — самый дорогой и, пожалуй, самый критикуемый космический проект. По профессору П. В. Турчину, МКС является примером достигнутого неимоверного уровня сотрудничества; проект по её созданию предполагал координацию деятельности около трёх миллионов человек, что по числу вовлечённых лиц значительно превосходило любые совместные проекты, реализованные предыдущими цивилизациями; такой координации, утверждает Турчин, трудно достичь, но её легко можно потерять.
Критика в США
Критика американской стороны в основном направлена на стоимость проекта, которая уже превышает 100 млрд долларов. Эти деньги, по мнению критиков, можно было бы с бо́льшей пользой потратить на автоматические (беспилотные) полёты для исследования ближнего космоса или на научные проекты, проводимые на Земле.
В ответ на некоторые из этих критических замечаний защитники пилотируемых космических полётов говорят, что критика проекта МКС является близорукой и что отдача от пилотируемой космонавтики и исследований в космосе в материальном плане выражается миллиардами долларов. Джером Шни (англ. Jerome Schnee) оценил косвенную экономическую составляющую от дополнительных доходов, связанных с исследованием космоса, как во много раз превышающую начальные государственные инвестиции.
Однако в заявлении Федерации американских учёных утверждается, что норма прибыли НАСА от дополнительных доходов фактически очень низка, за исключением разработок в аэронавтике, которые улучшают продажи самолётов.
Критики также говорят, что НАСА часто причисляет к своим достижениям разработки сторонних компаний, идеи и разработки которых, возможно, были использованы НАСА, но имели другие предпосылки, независимые от космонавтики. Действительно же полезными и приносящими доход, по мнению критиков, являются беспилотные навигационные, метеорологические и военные спутники. НАСА широко освещает дополнительные доходы от строительства МКС и от работ, выполненных на ней, тогда как официальный список расходов НАСА намного более краток и секретен.
Критика научных аспектов
По мнению профессора Роберта Парка, большинство из запланированных научных исследований не имеет первоочередной важности. Он отмечает, что цель большинства научных исследований в космической лаборатории — провести их в условиях микрогравитации, что можно сделать гораздо дешевле в условиях искусственной невесомости в специальном самолёте, который летит по параболической траектории.
В планы строительства МКС входили два наукоёмких компонента — магнитный альфа-спектрометр AMS и модуль центрифуг. Первый работает на станции с мая 2011 года. От создания второго отказались в 2005 году в результате коррекции планов завершения строительства станции. Проводимые на МКС узкоспециализированные эксперименты ограничены отсутствием соответствующей аппаратуры. Например, в 2007 году проводились исследования влияния факторов космического полёта на организм человека, затрагивавшие такие аспекты, как почечные камни, циркадный ритм (цикличность биологических процессов в организме человека), влияние космического излучения на нервную систему человека. Критики утверждают, что у этих исследований небольшая практическая ценность, поскольку реалии сегодняшнего исследования ближнего космоса — беспилотные автоматические корабли.
Критика технических аспектов
Американский журналист Джефф Фауст утверждал, что для технического обслуживания МКС требуется слишком много дорогих и опасных выходов в открытый космос.
Тихоокеанское астрономическое общество в начале проектирования МКС обращало внимание на слишком высокое наклонение орбиты станции. Если для российской стороны это удешевляет запуски, то для американской это невыгодно. Уступка, которую НАСА сделало для РФ из-за географического положения Байконура, в конечном итоге, возможно, увеличила суммарные затраты на строительство МКС.
В целом дебаты в американском обществе сводятся к обсуждению целесообразности МКС, в аспекте космонавтики в более широком смысле. Некоторые защитники утверждают, что кроме её научной ценности, это — важный пример международного сотрудничества. Другие утверждают, что МКС потенциально, при должных усилиях и усовершенствованиях, могла бы сделать полёты к Луне и Марсу более экономичными. Так или иначе, основная суть ответов на критику заключается в том, что трудно ожидать серьёзной финансовой отдачи от МКС; скорее, её главное предназначение — стать частью общемирового расширения возможностей космических полётов.
Критика в России
В России критика проекта МКС в основном нацелена на неактивную позицию руководства Федерального космического агентства (ФКА) по отстаиванию российских интересов по сравнению с американской стороной, которая всегда чётко следит за соблюдением своих национальных приоритетов.
Например, журналисты задают вопросы о том, почему в России нет собственного проекта орбитальной станции и почему тратятся деньги на проект, собственником которого являются США, в то время как эти средства можно было бы пустить на полностью российскую разработку. По мнению руководителя РКК «Энергия» Виталия Лопоты, причиной этого являются контрактные обязательства и недостаток финансирования.
В своё время станция «Мир» стала для США источником опыта в строительстве и исследованиях на МКС, а после аварии «Колумбии» российская сторона, действуя согласно партнёрскому соглашению с НАСА и доставив на станцию оборудование и космонавтов, практически в одиночку спасла проект. Эти обстоятельства породили критические высказывания в адрес ФКА о недооценке роли России в проекте. Так, например, космонавт Светлана Савицкая отмечала, что научно-технический вклад России в проект недооценён и что партнёрское соглашение с НАСА не отвечает национальным интересам в финансовом плане. Однако при этом стоит учесть, что в начале строительства МКС российский сегмент станции оплачивали США, предоставляя кредиты, погашение которых предусмотрено только к окончанию строительства.
Говоря о научно-технической составляющей, журналисты отмечали малое количество новых научных экспериментов, проводимых на станции, объясняя это тем, что Россия не может изготовить и поставить на станцию нужное оборудование по причине отсутствия средств. По мнению Виталия Лопоты, высказанному в 2008 году, ситуация изменится, когда одновременное присутствие космонавтов на МКС увеличится до 6 человек. Помимо этого, поднимаются вопросы о мерах безопасности в форс-мажорных ситуациях, связанных с возможной потерей управления станцией. Так, по мнению космонавта Валерия Рюмина, опасность состоит в том, что если МКС станет неуправляемой, то её нельзя будет затопить, как станцию «Мир».
По мнению критиков, международное сотрудничество, которое является одним из основных аргументов в пользу станции, также является спорным. Как известно, по условию международного соглашения, страны не обязаны делиться своими научными разработками на станции. За 2006—2007 годы в космической сфере между Россией и США не было новых больших инициатив и крупных проектов. Кроме того, многие полагают, что страна, вкладывающая в свой проект 75 % средств, вряд ли захочет иметь полноправного партнёра, который к тому же является её основным конкурентом в борьбе за лидирующее положение в космическом пространстве.
Также критикуется, что значительные средства были направлены на пилотируемые программы, а ряд программ по разработке спутников провалился. В 2003 году Юрий Коптев в интервью «Известиям» заявил, что в угоду МКС космическая наука опять осталась на Земле.
В 2014—2015 годах среди экспертов космической промышленности России сложилось мнение, что практическая польза от орбитальных станций уже исчерпана — за прошедшие десятилетия сделаны все практически важные исследования и открытия:

Эпоха орбитальных станций, начавшаяся в 1971 году, уйдёт в прошлое. Эксперты не видят практической целесообразности ни в поддержании МКС после 2020 года, ни в создании альтернативной станции со схожим функционалом: «Научная и практическая отдача от российского сегмента МКС существенно ниже, чем от орбитальных комплексов „Салют-7“ и „Мир“. Научные организации не заинтересованы в повторении уже сделанного».— Журнал «Эксперт», 2015 год
В апреле 2019 года ведущий научный сотрудник Института ядерных исследований РАН Вячеслав Докучаев заявил, что с научной точки зрения Международная космическая станция — «пустая трата времени». По его словам, последние важные открытия принадлежат роботам, а люди в космосе просто не нужны, на МКС космонавты в основном занимаются собственным жизнеобеспечением: «Изучают, кто у них там дырки просверливает. Тратятся миллиарды — не рублей, а долларов, но научный выход — ноль».

## Наблюдение за МКС
Размеры станции достаточны для её наблюдения невооружённым глазом с поверхности Земли. МКС наблюдается как достаточно яркая звезда, довольно быстро идущая по небу приближённо с запада на восток (угловая скорость около 1 градуса в секунду). Время пролёта МКС составляет до нескольких минут в зависимости от её максимальной высоты над горизонтом, при этом МКС хорошо видна только перед восходом или после заката, когда небо достаточно тёмное, а сама станция хорошо освещена солнцем, тогда как в иные моменты её относительная яркость недостаточна для наблюдения. В зависимости от точки наблюдения максимальное значение её звёздной величины может принимать значение от −4m до 0m. Европейское космическое агентство, совместно с сайтом «www.heavens-above.com», предоставляет возможность всем желающим узнать расписание пролётов МКС над определённым населённым пунктом планеты. Зайдя на страницу сайта, посвящённую МКС, и введя латиницей название интересующего города, можно получить точное время и графическое изображение траектории полёта станции над ним на ближайшие дни. Также расписание пролётов можно посмотреть на www.amsat.org или в приложении «МКС детектор» (имеется функция оповещений). Траекторию полёта МКС в реальном времени можно увидеть на сайте Федерального космического агентства. Также можно использовать программу «Heavensat» (или «Orbitron»). На сайте www.iss.stormway.ru транслируется видео с камер, установленных на борту МКС, в режиме реального времени, а также отображается информация о текущем положении станции.
Изображения Международной космической станции, полученные с помощью адаптивной оптической системы:
- Дальность 416,344 км
- Дальность 426,555 км

## МКС в художественных произведениях
- В книге Нила Стивенсона «Семиевие» большая часть действия разворачивается на МКС.
- В сериале «Звёздный путь: Энтерпрайз» (2001—2005) в начальном ролике к каждой серии начиная с 1-го сезона показана собранная МКС на орбите Земли, как одно из величайших достижений человечества на пути к созданию космического корабля «Энтерпрайз». Факт интересен тем, что в момент выпуска всего сериала с 2001—2005 МКС ещё не была собрана, а её изображение имеет законченный вид, более соответствующий МКС в 2011 году.
- В сериале «Звёздные врата: SG-1» в 3-й серии 8-го сезона МКС с российским космонавтом Анатолием Константиновым на борту маневрирует для облёта обломков флота Анубиса.
- В сериале «Теория Большого взрыва» в 6-м сезоне Говард Воловиц был одним из астронавтов МКС.
- В научно-популярном сериале «Жизнь после людей» станция падает на Землю спустя 3 года после исчезновения людей, поскольку её орбиту некому будет корректировать.
- В японском аниме-сериале «Лунная миля» (2007) главный герой, стремившийся стать астронавтом, оказывается на МКС.
- В фантастическом фильме «Напролом» орбитальная станция «MS1» (космическая тюрьма) в результате потери управления сталкивается с МКС.
- В художественном фильме «Миссия на Марс» (2000) герои передают на МКС информацию о геологической находке на Марсе.
- В художественном фильме «Гравитация» (2013) МКС полностью разрушается в результате столкновения с обломками космических спутников.
- В книге Александра Прозорова «Профессия: шерп» экипаж «Касатки» забирает космонавтов с МКС.
- В комедийном сериале «Последний человек на Земле» Майк Миллер был единственным астронавтом на МКС.
- В компьютерной игре «Call of Duty: Modern Warfare 2» в одной из миссий капитан ОТГ-141 Джон Прайс производит запуск межконтинентальной баллистической ракеты, взрыв которой уничтожает МКС.
- В компьютерной игре «Far Cry New Dawn» в режиме «Вылазка» есть миссия «Место падения МКС»
- В японском аниме-сериале «Доктор Стоун» шесть членов экипажа на борту МКС пережили окаменение. Позже МКС была оставлена, и астронавты приземлились недалеко от Японии в попытке восстановить контакт с человечеством.
- В художественном фильме «Вызов» (2023) хирург Евгения Беляева отправляется на МКС, чтобы провести операцию космонавту. Часть сцен для фильма была отснята командой профессиональных кинематографистов на самой станции.